# クイズタイムショック
『クイズタイムショック』(QUIZ TIMESHOCK) は、1969年からテレビ朝日（旧：日本教育テレビ＝NETテレビ）系列で3シリーズにわたってレギュラー放送されて、以後改編期または不定期に特別番組で放送されているクイズ番組である。通称「タイムショック」。
本項では、そのリメイク版である同名番組と『タイムショック21』、および後継特番『超タイムショック』・『ザ・タイムショック』についても記述する。

## 概要
1分間に12問、5秒毎に次々と出題されるクイズに何問正解できるかを競う企画がメイン。「機械文明に生きる現代人の頭脳と反射神経をテストする」という趣旨の元に企画された。
スタジオを見下ろせる高さに解答席が据え付けられ、その周囲を秒針の機能を持った60個のランプが取り囲む巨大な時計台と、成績が芳しくないとこの解答席の機構（椅子が回転する、もしくは煙に囲まれる）によって加えられる解答者へのペナルティが番組の象徴となっている。
放送時期により番組名や司会者、番組としての進行が大きく異なる。詳細は後述の各時代についての項を参照。

### クイズの基本ルール(1分12問の通常問題)
- 問題は全て1問1答。1分間に12問が連続で出題される。特殊な問題形式が採用されていない限り、全問口頭で出題される。
- 1問あたりの制限時間は問題の読み上げ時間を含めた5秒間。よって実質の解答時間は2-3秒程度であるが、問い読み中に答えが分かった場合は遮って答えてもよい。制限時間が無くなると正解/不正解/タイムオーバーに関わらず即座に次の問題の問い読みが始まる。
- 正解の場合はチャイムが鳴る。不正解時の効果音は基本的になし[注 1]。
- 誤答・タイムオーバーのほか、解答中に言葉を噛んでしまったり、言い直したりした場合も不正解扱いとなる。「えー」「えっと」などの間投詞として出た言葉は基本的には解答でないと扱われ、解答の権利には影響しない。
- 12問目終了時に（賞金設定がある場合）正解数に応じた賞金を獲得。ただし正解数が少ない場合は、その場でペナルティが執行される（後述）。

### 独自の特徴的な問題
解答に瞬発力を必要とする独自の出題形式を逆手に取った、冷静な判断を要する引っ掛け問題やなぞなぞといったユーモアを交えた問題が12問の中に差し込まれる事が多い。
- 出題数を問う問題（代表例：「今、何問目？」）。
  - このタイプの問題が出題された時、時計台を見て確認するとカンニング扱いとなり不正解。
  - 派生系として「この問題入れてあと何問？」「これまで何問正解した（もしくは間違えた）？」「この問題が最後ってウソ？ ホント？」なども存在する。さらに「この問題正解したら（間違えたら）あなたは回る？ 回らない？」のように、本来の正解に関わらずどちらかを選んだ方が得なパターンも存在する。
- 直前に出題された問題についての問題。「○問目の答えは何だった？」など。
- いわゆるひっかけ系のなぞなぞ。
  - 「アメリカの総理大臣は誰？（いない）」「日本のプロ野球選手、全員の背番号を掛け算するといくつ？（背番号0の選手がいるため「0」）」「心臓と肝臓。毛が生えるのはどっち？（どちらも生えない。心臓に毛が生えるのは慣用句の話）」など。
- 問題文を読み解くことが難しい問題
  - 「昨日のあしたのあさっては？（あさって）」「○時○分の○○前（後）は？」「○○といえば××。では△△といえば？？」
- 問題対象の状況によって正解が流動的に変化する問題。
  - 「あなたの前の挑戦者はどこの出身？」「○問目で正解した？してない？」など。先述の「これまで何問正解した（もしくは間違えた）？」「この問題正解したら（間違えたら）あなたは回る？ 回らない？」もこのケースに該当する。
  - この場合番組セットに表示される正解表示は「？」になる。

いわゆる一般常識を問う通常の問題の中にこれらの変化球的な問題が入る事で、解答者の平常心を崩す狙いがなされている。
放送50周年を記念した『ザ・タイムショック』特番ではこれらの問題を『クセあり問題』と称し、12問全てがクセあり問題となっているタイムショックを敗者復活戦として特別に1セット行った。

## 番組の変遷と歴代司会者

### クイズタイムショック（1969年1月 - 1986年3月）
レギュラーシリーズ第1弾、全888回。番組開始時からカラー放送。
司会
初代：田宮二郎（1969年1月9日 - 1978年9月28日）
2代目：山口崇（1978年10月5日 - 1986年3月27日）
放送時間
毎週木曜 19:00 - 19:30
平均視聴率14%、最高視聴率は1969年8月28日放送の29%（ビデオリサーチ調べ、関東地区。「テレビ朝日開局60周年記念 年代別にすべて発表!! 番組視聴率ランキング」の1960年代視聴率ランキング 10位）
田宮司会の時期の映像は、当時のVTRの規格が2インチで機器・テープ共に高価だった上に、当時は著作権法などの絡みで番組の資料保存が制約されていた事情もあり、テレビ朝日の映像アーカイブス倉庫に現存する数は少なく、神奈川県横浜市にある放送ライブラリーに保存されている映像は1本も無い。初回の放送は「ゲスト大会」で立川談志、奈美悦子、世志凡太らが挑戦した。
山口司会時代末期にはテレビ朝日の廣瀬雅子アナウンサー（当時）もサブ司会として出演した。最終回では、エピソードを振り返る企画でクイズの解答にも回った。
『超タイムショック』第5回（2009年3月放送分）では、ピーターが出演した山口の初日である第505回（1978年10月5日放送分）および山口最終日である第888回（1986年3月27日放送分）でタイムガールズが3問以下で回転降下する映像が流れた。また、『超タイムショック』第9回（2010年9月24日放送分）でもピーターが出演したため、その際に再びその映像が流された。
『ザ・タイムショック』50周年記念大会（2019年9月25日放送分）では、視聴者から初期の番組VTRを募集する企画を行った。初回のVTRは発見されなかったが、テレビ朝日に現存する最古の映像（一番古いのでは1978年8月31日放送分『500回記念特集・78年度日本一王座決定戦!!』）よりも古いVTRが6本提供され、中でも1977年9月29日放送の北川宣浩が新チャンピオンになった回などを放送した。

#### オープニングの進行
1. 最初に、19:00の時報と同時に（放送地域のみ）、スタジオの照明がすべて落とされた真っ暗闇状態が写る。
2. そして、ジングルとともに、セットの時計台の赤色のランプ（正時の部分）のみが点灯され、出題者の矢島正明が、金言・格言の言葉、現代の世相などをもとにしたジョークのようなフレーズを一言語る。一時期は言い終わると観客の笑い声が入っていた。最末期ではこの一言は無かった。
3. その後、セットの時計の秒部分緑色ランプが、一つずつ点き始めテーマ音楽が流れ、番組タイトルと放送回数のテロップ表示（と特集回ではそのタイトルの表記。後期からは、通常回でもサブタイトルがクレジットされる）。この最後で、朝日系以外も含めてネット局テロップが出る。
4. 続くスポンサークレジット（エンディングでもほぼ同じ）では、時計のセコンド音がベースのBGMだった。当時は、オリジナルの模様のイラストでのタイトルバックだったが、山口時代の途中から、本日の出場者紹介を兼ねた見どころと、スポンサークレジットの映像に変わった。なおBGMも途中から、セコンド音ベースのBGMとは独立した、簡単なメロディが付くようになった。
5. CM後、田宮時代のオープニングキャッチフレーズは、「現代は時間との戦いです!」と言う際に、ストップウオッチを右手に持ちながら、「さあ、あなたの心臓に挑戦します」でカメラ（つまり視聴者）に向かって右手の人差し指を指し、「タイムイズマネー1分間で100万円のチャンスです。果たして超人的なあなたはこの1分間をどのようにして活かすか、クイズ・タイムショック!」と言って開幕した。

- 山口時代のオープニングキャッチフレーズ（前期のみ）は「（いすに座り）時は人を追い、人はまた時を追いかけます。（その後立ち上がって）現代は時間との戦いです。さあ、あなたの心臓に挑戦します(しましょう)。タイム・イズ・マネー、1分間100万円のチャンス。果たして超人的なあなたは、この1分間のチャンスをどのように生かす(生かすことができる)か、クイズ・タイム、ショック!」と言ってスタートした。後に上記と同じフレーズ「現代は時間との戦いです。さあ、あなたの心臓に挑戦します。タイム・イズ・マネー、1分間で100万円のチャンスです。果たして超人的なあなたは、このチャンスをどのようにして生かすことができるか、クイズ・タイム、ショック!」（田宮時代に近いフレーズ）さらに最末期では「さあクイズ・タイムショック、1分間で100万円のチャンスです。」に短縮された。

### クイズタイムショック（1989年10月 - 1990年3月）
レギュラーシリーズ第2弾。
司会
- 生島ヒロシ

放送時間
毎週水曜 19:00 - 19:30。当時のこの枠はローカルセールス枠だった。
- 3年半ぶりの放送再開。企画段階ではタイトルが『クイズタイムショック2』となっていたが、実際は旧版と同様の番組名となった。
- オープニングキャッチフレーズは「時間と戦い、時代を知る。24時間戦っているあなたにクイズタイムショック!1分間で100万円のチャンスです」だった。
- 司会の生島は、自身がフリーアナウンサーになって初めてゴールデン枠で担当した番組となった。
- 出場者紹介ナレーションなどをラジオDJのキャロル久末が担当した。
- 毎回「○○大会」と称して特定の条件に沿った一般出場者と芸能人が混合で参加していた。1回目は当時のテレビ朝日の番組からの代表者による対抗戦だった。
- 瀬戸内海放送ではエンディングのスタッフロールが終わった後（提供クレジット - 「SEE YOU NEXT TIME」のテロップ）がカットされ、ブルーバックのエンドカードに差し替えられた。

### タイムショック21（2000年10月 - 2002年6月）
レギュラーシリーズ第3弾。
時の番人
- 鹿賀丈史

進行役
- 中山秀征
- 新山千春

解説
- 北野大

放送時間
毎週月曜 20:00 - 20:54
10年半ぶりの復活で、放送時間も復活前の30分から約2倍となる54分番組に拡大。
- 番組タイトルの『21』は、『21世紀』を指している。
- オープニングキャッチフレーズは「タイム・イズ・マネー。 知恵の勇者たちよ、私の与える1分に挑むがよい! タ〜イムショック!」。実質的進行は中山と新山が担当。
- この期間、上記の4人はオリジナル衣装を着用して進行していた。また、中山・新山・北野には「時の番人が作り出したヒューマノイドで、地上世界ではタレントや大学教授として活動している」という設定があった[1]。
- 2001年8月13日に放送された高校生クイズ王日本一決定戦で優勝した宮城県仙台第一高等学校のチームに古川洋平が出場していた[2]。
- 第1回放送の映像が、横浜市の放送ライブラリーで再視聴可能。

### タイムショック（2002年8月 - 2006年9月）
司会
- 中山秀征
- 新山千春

解説
- 北野大

『21』終了後は不定期放送となり、タイトルも『タイムショック』のみとなった。セットやBGMは『21』時代の物を引き続き使用。鹿賀が番組を降板し、中山と新山が総合司会に昇格（5代目）。北野も引き続き解説を担当。オープニングキャッチフレーズは前代の4人とは別で特にない。
- 初のスペシャル版放送は、2002年8月21日の「全日本!!高校生クイズ王決定戦」であり、芸能人スペシャル版は2002年9月18日から春と秋に放送されるようになった。
- 2006年3月29日放送分は、新山が産休中のため欠席し、中山に加えユンソナとテレビ朝日アナウンサーの堂真理子が代役を務め、初の3人体制で進行。
- 2006年9月28日放送分は、新山が1年ぶりに復帰し、中山およびテレビ朝日アナウンサーの矢島悠子と総合司会を務めた。

### 新タイムショック（2007年4月）
司会
- 中山秀征
- 新山千春

解説
- 北野大

番組対抗特番としての特別回。『タイムショック21』の第2期を踏襲したルールが採用されており、クイズやゲームで最も良い成績を修めたチームのみが賞金を賭けた「タイムショック」に挑戦できるという形式だった。解説の北野はタイムショックステージ時のみ登場。

### タイムショック 芸能界クイズマスター決定戦（2007年10月）
司会
- 中山秀征
- 新山千春

解説
- 北野大

『タイムショック 芸能界クイズマスター決定戦』と『プライベートタイムショック』の2本立てで放送された。また「同時タイムショック」が初登場。

### 超タイムショック（2008年3月 - 2014年9月）
司会
- 中山秀征
- 新山千春

解説
- 北野大（決定戦2まではスタジオ司会席、決定戦3以降は映像で出演、決定戦13・14・16は欠席）

基本的に、2007年10月の『タイムショック 芸能界クイズマスター決定戦』と同様のステージ制による個人戦。決勝戦での新ルールとして「サバイバルタイムショック」が追加された。2014年9月は男性芸能人と女性芸能人による、初の団体戦として行われた。しかし、この回をもってしばらく放送が途絶えた。

### ザ・タイムショック（2017年3月 - ）
司会
- 中山秀征
- 大下容子（テレビ朝日ビジネスソリューション本部 アナウンス部 専門部長[3]）

2014年の「超タイムショック」休止以来、2年半ぶりに復活。「原点回帰」がテーマでロゴは田宮・山口時代のものが踏襲され、田宮初期時代の電光時計と回転椅子を基にアレンジしたものにリニューアルされた。ロゴは大きなキューブに書かれており、各種CG演出やセットの装飾などにもキューブが用いられている。
- 司会の新山と解説の北野が降板し、テレビ朝日アナウンサーの大下が新山の後任となった。

## セットの変遷
企画段階で「どのようにテレビの画面で（不安感を）どう効果的に出せばいいか、色々考えた末にスタッフが「面倒だね。一層のこと中に（時計）入れちゃえば？」の一言で決まる。最初は”ぶらんこ”形式がプロデューサーから提案されたが、美術担当の中込清皓がリフトで上げ、回答ができなかったら回転しておろす方式を提案し採用された。番組のシンボルである「電光時計」は時間を刻む時計の秒針をヒントにしたシンプルな形で誕生した。製作費は330万円（当時）で最初に制作したリフトは番組が終わるまで使用された。

### 解答席
1人掛けの椅子に解答者が座るという点は各時代とも共通。
クイズ タイムショック（田宮・山口時代）
解答席は時計台の前方に設置。背後のリフトによって椅子が上昇する。田宮・山口時代とも一貫して、椅子は時計台の頂部（実際の時計でいうと12時）の位置まで上昇していたため、クイズの最中はその周辺（57秒〜03秒）が椅子に隠れて見えないのが常だった。番組初期の椅子は、マイクと2点式シートベルトを備えたのみの小柄で簡素なものだったが、田宮時代中期になると外周に電飾を備えた肉厚の椅子に変更された。山口への司会交代後は、先代の装備を踏襲しつつも軽量化された、ゆりかごに似た形の椅子に変更され、フォルムもそれまでの角形から円形となった。また、この代より背後に出題用のスピーカーが追加装備されている。
高さは田宮時代初期で2メートル、田宮後期〜山口時代は3.5メートル。
椅子が降りることが出来ず、はしごを使って解答者を降ろしたというハプニングもあった。
クイズ タイムショック（生島時代）
解答席は時計台の内部に設置。解答者はキャスター式の椅子に乗って左右後部から登場。歴代の解答者席で上昇およびペナルティの回転機構がなかったのはこの代のみである。また先代と異なりシートベルトや電飾などの装備が一切ないため、この代の椅子は歴代で最も簡素であった。なお、解答者用のマイクは椅子ではなく時計台の内部に常設されていた。
タイムショック21・タイムショック・新タイムショック・超タイムショック（鹿賀・中山&新山時代）
解答席は時計台の背後に配置。椅子の周囲を2本の輪が通っている。田宮・山口時代と同様、背後のリフト機構で椅子が上昇、時計台の中へ食い込むように解答者が配置される。ペナルティで発動する立体回転機構（後述）を備えており危険度が増したことから、安全対策として解答席の椅子は自動車競技用のバケットシートに変更され、シートベルトは両肩からかける幅の広い4点（フルハーネス）式が用いられそのきつさも増したほか、左右に手摺りが備えられている。安全面以外の装備では、マイクと出題用スピーカーに加えて歴代初の小型カメラが備えられた。高さは3メートル。2003年のテレビ朝日現社屋移転後も引き続き使用した。
ザ・タイムショック（中山・大下時代）
解答席は時計台の後方に配置。ペナルティの機構が初代同様の水平回転のみとなったため、シートベルトも初代同様の2点式になった。椅子のデザインは田宮時代中期のものを踏襲した角形（正面から見ると六角形）になっており、背もたれの外側には枠付きのアクリル板が設置されている。先代と同様、マイクとカメラを装備。高さは約4メートル。なお、2人同時対戦の際、双方の解答者はヘッドホンを装着する。
第2回以降は、解答席の腕掛け部分に同点になった際に行われる早押しクイズ用のボタンが設置されるようになった。
なお、2020年10月10日に同局で放送された「東京 BABY BOYS 9」でのコラボコントで賀屋壮也（かが屋）が敗退した際、椅子がゆっくりと一回転しただけだったことから、椅子の回転速度の可変が可能となっている。

### 時計台
解答者を囲むように60個の秒針を模した緑のランプが円周状に設置されており、クイズ開始時に全てが点灯、開始後1秒ごとに1つずつ消えていく。問題に正解すると円の外周に設置された秒針5秒分の赤ランプがチャイムと共に点灯する。この秒針ランプと正解ランプのセットがタイムショックにおける時計台である。
クイズ タイムショック（田宮・山口時代）
時計台は解答席の背後に設置。時計台の外周に1 - 12の数字が記されたランプが配置され、該当する問題に正解すると正解ランプと共に赤く点灯する。
時計台内部には読み上げられた問題の正解表示、および現在獲得賞金額を表示するスクリーン（のちに電光表示板）がそれぞれ解答席の右に存在した。
初代（第1回放送 - 1971年頃）
秒針は白熱電球の上にアクリル板をかぶせたようなもので、赤の正解ランプと一体型。1 - 12のランプも秒針と一体して四角形だった（最初の赤色の秒針は無かった）。この頃は時計台中央のくるくる模様はなかった。6桁表示で10万の位までの電光賞金額表示もあった。
全問正解の場合は、0が6つ並んだ表示になる。
設計は富士オートメーションが担当。
2代目（1971年頃 - 1974年3月）
時計台中央にスクリーンが内蔵され、スライド投光方式のくるくる模様が浮かび上がるようになる。この模様は週代わりであった。
この代の途中から、それまで電光表示だった賞金額表示がスライド映写式に変わる（当初は一回り小さかった）。
3代目（1974年4月 - 最終回）
秒針にハロゲンランプを使用。内部は縦に2本ランプを組み込んでいたため、発光していない中央部が黒い点のように見えるのが特徴。
正時にあたる1秒目の秒針のみ他の秒針と異なり桃色となった。
1 - 12のランプの形は、1977年頃までは、2代目までと同じ四角形（ただしランプは懐中電灯の如く、一点に点るタイプだった）だったものの、その後は丸型になり、クリアレンズに黒字のゴシック体、12のみ数字そのものが光る形になる。12そのものが光るタイプは1秒目（赤色の秒ランプ）と連動しており、仮に1問目を正解しても12は点灯しなかった。その後、賞金のデジタル表示への変更に合わせて、黒レンズに白字に太字となったゴシック体への書体に変わる（12の書体も変わる）。
スライド映写式の賞金表示は田宮時代末期に解答表示と同じ大きさになった。1984年4月頃からは7桁のデジタル表示に変更され、賞金額の電光表示が復活。
スライド式時代では、0問正解のときは薄青地に金額表示なし、1 - 3問と12問は茶色地に白い数字、4 - 5問は深緑地に白い数字、6 - 10問は薄紫地に白い数字、11問は紺地に白い数字で賞金額を表示。
デジタル式時代では、表示部にLEDが使用され、0 - 3問までは赤、4 - 10問は緑、11問は橙色と正解数に応じて数字の色が変化し、後に3問までの時は点滅する仕様に変更された。12問、すなわちパーフェクト達成時は赤緑橙が交互に高速点灯（フラッシュ）した。
正解は黒地に白のゴシック体で、賞金額の下にスライド映写で設問ごとに表示されていた。1981年からは電光掲示板に変更され、黄色の手書き風フォント（丸ゴシック体）で表示されるようになった。
どちらの場合も、番組オープニングとエンディング、クイズの終了後にはタイトルロゴが表示されていた。
中央のスライド投光模様は山口時代より一定の絵柄に固定された。
設計はリューデンシステムサポートが担当。
クイズ タイムショック（生島時代）
4代目（1989年10月 - 1990年3月）
この代より時計台は中央部がくり抜かれた輪の形状となり、解答席はその中および後方に設置される形となった。
他の時計台とはレイアウトおよび表示形式が大きく異なり、秒針および正解ランプは開始時に全て消灯、1秒毎に点灯していく。秒針ランプは時計台の最も外周に小さく、その内側に大きく正解ランプが設置された。この正解ランプは問題カウント中は秒針と連動する形で1秒ずつ白色点灯し、正解で5秒分が一気に緑色点灯する（不正解･タイムオーバー時は5秒分消灯）。正解ランプのさらに内側には秒針5個分の大きさの『ショックポイント』ランプが存在し、時計台内部には挑戦者の左側に正解表示（書体は丸ゴシック体）、右側に賞金額と正答数表示（賞金額の書体は7セグメント、正答数はバーグラフ状）を行うモニターが設置されている。
視聴者へは「解答者」と左隣の「正解モニター」を全体的に映しており、画面左下にワイプ画面で「時計台全体」を映している。これは時計台自体が他のバージョンに比べて巨大で、内周のショックポイントに使用するライトだけでも他のバージョンで言う時計台全部の大きさに相当し、中央部の正解ランプと外周の秒針はさらに大きいため。外周には1 ‐ 12の表示もあった（点灯はしない）。
タイムショック21・タイムショック・新タイムショック・超タイムショック（鹿賀・中山&新山時代）
5代目（2000年10月 - 2014年9月）
時計台下部が前面にせり出す形で斜めになっている独特のデザイン。空中に設置されているように見せるため支柱が背景に同化した非常に暗い色となっている。また時計台の底辺が人の頭より低く、内部の解答席に座る際は時計台そのものが少し上昇する。
秒針ランプには模様が入っており、外周に赤い正解ランプが、内周に青い装飾用ランプ が設置されていたが、2001年1月放送分より正解ランプと装飾用ランプの配置が入れ替わり、内周に正解ランプが設置される形となった。時計台の外に設置された1-12の数字ランプは廃止され、同じ位置に自在に回転する演出用のスポットライトが設置されている。
正解表示と賞金表示はCG合成で放送の際に時計台内部に表示するようになり、問題文も同じく画面下部にCG合成で表示されるようになった。
長期間使用された時計台であるため、数回のマイナーチェンジが施されている。レギュラー放送第5期（番組末期の個人戦）では自分で問題番号を選択するための番号ボタンが、『タイムショック』以降は映像を使用する問題のための液晶モニターが右側（解答者からすれば左側）にセットされ、必要時に解答者の目の前に降りてくるシステムが取り付けられた ほか、デモ表示時のみ秒針が緑以外の色に発光する変更が加えられた。
ザ・タイムショック（中山・大下時代）
6代目（2017年3月 - ）
秒針の配置や全体的なデザインは初代-3代目の時計台に近い。時計台が骨格と秒針のみで構成されており、隙間から背後が覗けるデザインとなっているのが特徴。これまでの時計台と比べ全体的に横長となっているため時計台内に解答席を2つ並べる事が可能となり、同じ問題に2人の挑戦者が同時に挑戦する形式が登場した（後述）。また秒針にはLEDディスプレイが用いられ、フルカラーのグラデーション表示や1個の秒針を2分割する事で計2分の表示を行うといった変則的な表示が可能となった。秒針から独立する形での正解ランプは存在せず、秒針の内周にあたる一端が赤く（または青く）点灯する事で従来の正解表示を再現している。
解答席の配置や時計台外周の回転ライト、CGによる問題・正答例・正解数の表示は先代を踏襲した形となっている。

### 司会者席
クイズ タイムショック（初代）
放送開始当初は自動的に出題される方式で、当時は問題を番号で選ぶシステムではなかったため、司会者席は質素な箱型だった。
1970年頃には出題者の声が収録されたテープレコーダーが組み込まれたタイプに変更されている。
また放送5年目を迎えた1974年頃には、以後のシリーズ（「超タイムショック」まで）にも踏襲された1 - 10までの問題番号を示す表示板と、それを司会者が操作する為のスイッチが設置されたものに変更。問題番号を表示するネオン表示板 はテーブルの前面に二段式（上段はオレンジ色、下段はピンク色）の上段は通常消灯され下段には残っている問題番号が点灯しており、司会者がテーブルに設置されたボタンを押す 事で指定した番号の下段表示が消灯し上段表示が点灯する（下段から上段に数字が移る）。田宮は解答者に番号を尋ねるとき必ず「何番をお選びになりますか？」と聞いていた。番組後期ではこのボタン押下時にビープ音が鳴るようになった。
また、司会者席後方はスライド投光によってタイトルロゴが浮かび上がるような仕組みになっていた（なお、放送開始当初はタイトルロゴの下に横一列でスポンサー名が表記されていた）が、1977年頃に質素な白地に変更された。
山口時代では司会者席後方に背景セットが設置された。就任から約6年間はアニメーションを繰り返しながら問題開始の「タイム・ショック!」コールと共に番組ロゴが映し出される電光掲示板が設置され、後に左右に緑の縦ライン+TIME SHOCKと赤文字で描かれたセット に変更され、さらに番組末期は報道局風にパソコン等の機器や時計台を映したモニター画面が追加設置された。
1983年12月22日放送の年末特別企画回や1984年の正月回ではこの回限定の司会席セットが組まれた。また、席の配置は時期によって変更を繰り返している。
クイズ タイムショック（生島時代）
問題番号を表示するネオン表示板はテーブルの前面に1段設置。残っている問題番号が点灯しており、司会者の操作で指定された問題番号が効果音と共に消灯するが、この時同時にショックポイントの抽選がスタートする（後述）。席後方の背景は前期の番組のタイトルロゴが映し出されたのに対して、後期は「QUIZ TIME SHOCK」と書かれた看板に変更された。
初期の『ショックポイントクイズ』では席自体が後方の背景の位置から前進して行われていた。
タイムショック21〜超タイムショック（鹿賀・中山&新山時代）
司会者席の上に問題番号の表示板を設置。司会席との一体型ではなく卓上サイズのものとなり、これまでに比べて小柄となった。問題番号表示はパネルの点灯式で空き番は白、クイズ開始前の番号選択時は赤に点灯、使用済み番号は消灯して区別していた。なお、表示装置はパネルの数によって異なり、『21』時代に使われた1 - 6（1段表示）と1 - 10（2段表示）の2タイプ、主に特番時に使われた1 - 20（2段表示）までのものが存在した。主にこれらは通常問題時のみの使用で、それ以外の特殊形式問題時は司会者席から撤去されていた。また、『超タイムショック』からは問題選択用のキーパッドが設置されており、本編では特殊形式の問題選択時に使われる様子が映された。また『21』以後、司会者は終始立席で進行するようになった。
ザ・タイムショック（中山・大下時代）
『超タイムショック』に近いが、それまで司会席にあった問題番号の表示板が無くなり、問題番号選択時は司会席のタッチパネルを映して表すようになった。また、司会席には大量のキューブがあしらわれている。

### 待機席
挑戦前後の解答者が座っており、解答者の名前と正解数が表示された。時期によって配列の違いがあった。
クイズ タイムショック（初代）
1969年1月 - 1974年頃
背景が青色で、上下4段ずつの8人分が配置され、上段の中央にタイトルロゴが表記されていた。
放送開始当初は生島時代と同じく、反転リーフ式で獲得賞金額が表記されていた が、途中から正解数に変更された。
1972年頃に全問正解者および週チャンピオンが待機する「ミリオネアボックス」と「チャンピオンボックス」が設けられていたが当時のものはデザインが異なっていた。
1974年頃 - 1978年10月まで
背景が茶色で、上下4段ずつ(8人の場合。7人の場合は下段が3つ、上段が4つ。)配置された。全問正解者をのぞいて正解数が最も多い解答者の名前プレートが赤く点滅している。トップ賞決定の際は名前プレートが赤く発光し、周りの豆電球で点滅する。「チャンスクイズ」では表示された正解数の上から「○」か「×」が表示された。マイクは上下段とも2つしかセッティングされていなかった。
同時に「ミリオネアボックス」と「チャンピオンボックス」もデザインが一新されて最終回まで使われた。当初は組まれた足場上に設置されたために階段で上り下りする方式であったが、1977年頃よりスタジオの床へ直に設置されるようになった。
1978年10月 - 1986年3月まで
席の後部が電飾になっていて、全問正解者をのぞいて正解数が最も多い解答者は名前プレートの点滅に加えて電飾の中間部分が光っていた。トップ賞決定の際は名前プレートの赤色発光と、周りの豆電球の点滅に加えて、電飾の端部分が七色に光っていた。マイクは席の数に応じてセッティングされた。
「ミリオネアボックス」と「チャンピオンボックス」は更新されず、位置が左右に入れ替わっているだけに留まった。また1985年より司会者席の真上に変更されたため、階段で上り下りする方式に戻っている。
生島時代
司会席から真向いの位置に挑戦順を表す1から7までの番号が振られた席が横一列に配置された。席にはサドンデスの早押しクイズ用のボタンが設置されている。また席と席の間にソニー製のコンデンサーマイク『C-38B』（通称・漫才マイク）がセッティングされていた。

## 各時代共通の番組進行
- ファンファーレ[注 15] と共に解答者を乗せたイスが時計台を模したスタジオセットの中央に（高所に上昇して、生島時代のみ舞台袖からスライドして）登場する。
- 解答者はまず挑戦する問題（12問1セット）の番号を宣言する。問題番号は基本的に1-10番まで（鹿賀・中山&新山時代以降は放送時期や形式によって変動し、最多で20番まで）存在し、そのうち残っているものの中から1つを選択する形となる。
- 番号の宣言を受けて司会者が進行席に設置された問題番号に対応するスイッチを押し（『ザ・タイムショック』はタッチパネルで問題番号を選んでタップ）、「タ〜イムショック!!」とコールしてクイズが始まる。なお、田宮・山口時代は、各回の最初の解答者がクイズに挑戦する前に、司会である田宮または山口が必ずルールの説明を行ってから、スイッチを押してクイズをスタートさせていた[注 16]。

### 各時代共通の演出
- 「タイムショック」コールの際、司会者は人差し指を前に指すポーズを行う。ペナルティがトルネードスピンの代にペナルティを発動する場合も行うが、その場合はこのポーズをする前に指を回す動作を加え、「トルネードスピン!」とコールする。
- 生島時代を除くクイズ開始時には「スタート」のコーラスが入ってから1問目の問い読み・カウントダウンが始まる。
  - 「スタート」コーラスは田宮・山口時代にBGMも含めて数度変更された。現在の『ザ・タイムショック』でも使われている『タイムショック21』（鹿賀・中山&新山時代）以後の音源では、田宮時代初期のコーラス音源が用いられ、それに重なるように鐘の音が鳴っている[注 17]。
  - 『21』以後、映像使用やテーマ限定の特殊な問題形式に挑戦する場合、鐘の後に形式の説明を行ってからカウントダウンが開始する。

## パーフェクト達成
1分間12問全問正解（パーフェクト）達成時、田宮時代は天井から風船と紙吹雪が舞い降りる演出（途中から解答者席の椅子周りに電飾が加わる）のみであったが、山口時代からは時計台の秒針と賞金額表示の点滅（LED表示以後）も加わり、演出が豪華になった。山口時代の晩年は風船が無くなり紙吹雪だけになった。パーフェクト演出は「★全問正解★100万円!(旅行を含む)」及び「全問👑正解!100万円獲得‼︎」と表示される。鹿賀・中山&新山時代からはパーフェクトや積立金目標に到達した際に天井からの紙吹雪に代わりキャノン砲から大量の紙吹雪と紙テープが発射される（鹿賀・中山&新山時代の「ウエディングスペシャル」の回にパーフェクト達成時にあった。この時の字幕スーパーは画面下に「PERFECT!1000万円!」）。「タイムショック 芸能界クイズマスター決定戦」以降はパーフェクトの演出（この際は電飾とファンファーレのみ）が無くなった代わりに、優勝決定時にキャノン砲から大量の紙テープが舞うのみになった（金文字の「パーフェクト達成」の画面下テロップは表示される）。
ザ・タイムショックでパーフェクト演出が復活し、秒針ランプが虹色に光るようになった。画面下テロップは一つ一つ色の違うキューブに書かれた「P・E・R・F・E・C・T」。
田宮・山口時代のパーフェクト達成者は「ミリオネア」と呼称され、放送開始当初からしばらくは自席に戻っていたが、1974年頃よりチャンピオンボックスの隣にある席（通称：ミリオネアボックス）に案内されていた。
- 田宮・山口時代のパーフェクト達成者は延べ53人。
- 生島時代はパーフェクトが一人も出ていなかったので、パーフェクト時の演出は不明。
- 2000年12月4日放送回（鹿賀時代・第8回）にて、山口時代（880回）以来14年11ヶ月ぶりに解答者の1人がパーフェクトを達成した（『21』で初の1000万円獲得）。ただし、紙吹雪の演出はなく、電飾のみである。

パーフェクト達成時の賞金・賞品
- 田宮・山口時代は海外旅行（田宮時代初期はカンタス航空で行くオーストラリア旅行、その後はアマゾン探検や解答者がお好みで1箇所選ぶ世界の旅、ヨーロッパ古城巡り、スイス列車旅行等）と現金を含む総額100万円（目録・ゴールデンカップとスポンサーからの花束が田宮・山口・アシスタントから贈呈される）。
- 生島時代・中山&新山時代（2007年4月）は現金100万円（詳しくは下記）。
- 鹿賀・中山&新山時代（2000年10月 - 2006年9月）は現金1,000万円（カップ・目録代わりに1000万円が入ったケースの鍵が鹿賀から贈呈される）、もしくは賞金の積み立て合計額1000万円（特番では2000万円）。
- 「クイズマスター決定戦」では優勝者に現金200万円、「プライベートタイムショック」では最高で現金250万円。
- 中山&新山時代（2008年3月-）はパーフェクト達成者には現金10万円（目録）、優勝者は積み立て金（目録、いずれも中山から贈呈される）を獲得できる。

賞金・賞品について初期の頃は賞金の上限がなく、パーフェクトを達成した場合は現金100万円に加えて、自動車（加山雄三や勝呂誉は自動車2台を獲得していた）、ギリシャ旅行等がプレゼントされたといわれている。しかし、1971年9月1日の公正取引委員会による「オープン懸賞告示」により「オープン懸賞における賞金の上限制限（100万円まで）」ができた後、海外旅行代金を含めた賞金・賞品総額100万円を獲得できる形に変わった。1996年4月からは不当景品類及び不当表示防止法（景品表示法）の規制緩和により1000万円まで可能になったため、鹿賀・中山&新山時代から1000万円となったが、2006年の法改正により上限は撤廃されている。

## 解答中のBGM
クイズ解答中のBGMはどの時代のものもアナログ時計が時間を刻む様子をイメージして作られており、時代によってアレンジが異なっている。
- 田宮版・山口版は山下毅雄作曲。山口が司会となってから、マイナーチェンジされた。
  - （田宮もしくは山口がクイズナンバーボタンを押して）「タ〜イムショック!!」とコールした後、「スタート！」のジングルが流れる。カウントがスタートすると、ストップウォッチのコチコチ音と打楽器を小刻みに叩く音（山口時代は、さらにスネアドラムをブラシで擦るドラミングが加えられる）が30秒まで徐々に音量を上げながら続く。30秒を過ぎると3拍子のメロディが始まり半音ずつキーが上がっていく（山口時代はメロディのテンポが早くなる）。45秒前後からはさらに緊迫感のある不調和音をあおる旋律に変わる。55秒で最初の打楽器のみの音に戻り、「ジャーン」という派手なファンファーレで1分間が終わる（ただし後述の、椅子が回るペナルティのときは、このファンファーレは出だしこそ同じであるが萎れた感じのものになっていた）。なお、田宮版でもセットの時期によって若干異なっていた。また、チャンピオン戦では、チャンピオンの挑戦が終了した直後、別の不協和音が流れた。2019年9月25日放送分の「敗者復活戦」では、田宮時代後期のBGMを使用していた。
  - 正解時になるチャイムの音は、田宮時代は『ピンポン』と二音が鳴っていたが、山口時代は『ポーン』と一音のみになる。
- 生島時代のBGMは前田憲男作曲。生島の「クイズ!!タ〜イムショック!!」コールの後、すぐにカウントがスタートする（「スタート」ジングルは無し）。最初は「チクタクチクタク」の秒針をイメージしたタンバリン風の音が鳴りづける。30秒を過ぎると、緊迫感のある不調和音が鳴り続き（音量と音階が無段階に上がる）、「ジャジャジャン!」というジングル（最初期のみ無し）とともに1分間が終わる。
  - 正解の場合はチャイム・不正解の場合は短いブザー音が鳴る。基本的に不正解時に音が鳴るのは生島時代のみ。ただし例外として、鹿賀・中山&新山時代の12アンサーズやタイマンタイマーなどでは不正解時にブザー音が鳴る。
- 鹿賀・中山&新山（のち中山&大下）でのBGMは安久雄滋作曲。「（ザ・）タ〜イムショック!!」コールの後、「スタート！」のジングルと鐘が鳴ってスタート。0秒から30秒まではシンセサイザーのベース音とリズム音、30秒から47.5秒まで3拍子のメロディが流れ、47.5秒から58秒までは、0.5秒間隔に不協和音が流れ、少しずつ音階が上がっていった（このような類の音楽はかなりの緊迫感を引き出すと言われている）。そして最後の1秒は秒針の音楽になり、59.9秒（最後のランプが消える直前）に大きな音が流れ1分間が終わる。鹿賀時代初期は、この最後の大きな音の上に重ねるように「ビー」という機械音が鳴った。また、問題の種類によっては、全体的に若干のずれが生じることもあった。携帯電話サイトでダウンロード可能。
  - 「ザ・タイムショック」の2分間一斉タイムショック及び2人同時エンドレスタイムショックでは、これのアレンジが使われた。前者のタイプに関してはのちに、小中学Q得意教科2分バトルでも使われた。そちらは0秒から34秒までは、シンセサイザーのベース音とリズム音が流れ、34秒から78秒までは、4拍子のメロディが流れ、78秒から90秒までは、少しずつ音階が上がっていった。90秒から105秒までは、上述の3拍子のメロディのアレンジが流れ、105秒から119.9秒までは上述の0.5秒間隔に不協和音&少しずつ音階が上がっていく部分のアレンジが流れた。そして120秒に大きな音が流れて2分間が終わる。

### 歴代テーマ曲担当
- 山下毅雄（田宮・山口時代）曲の中の「ショック!!」と締めの「タ〜イムショック!!」の声は山下本人のものである。なお、田宮時代と山口時代ではアレンジとテンポが異なる（山口版は田宮版に比べてテンポが早くなっている）。
- 前田憲男（生島時代）
- 安久雄滋（鹿賀・中山&新山時代〈タイムショック21〉）

## ペナルティ
各時代とも、正解が一定数以下の場合、挑戦者はペナルティを受ける。
初代
正解数が3問以下だった場合、終了後座っているイスが水平に回転しながら降下する（1問でも正解していれば問題数に応じた賞金を獲得）。
このペナルティから、解答席は別名「地獄の回転椅子」または「電気椅子」と呼ばれ、「現代のスピードに振り廻された」というダメージ的な意味合いを持っていた。
番組開始後暫くは、1問も正解できなかった場合のみ、椅子が回転落下したが、1969年4月放送分よりルール一部改正でペナルティを3問以下に改めた。
収録時、妊婦や体調不良だった解答者に対しては、体調を考慮し成績に関わらず椅子は回さなかった。それ以外の椅子回転回避としては、田宮司会時代、椅子回転による失神者が出たため、以後極度に緊張している解答者の場合は椅子を回さなかったことがある。また山口司会時代の4歳児大会では3問以下の場合、本人が希望した場合のみ椅子を回した。
このリフトと回転の機構を発案したのは美術の中込清皓。
生島時代
12問終了時正解数が3問以下、もしくは「ショックポイント（後述）」で不正解になった場合、煙（ドライアイス）が解答者に噴射され囲まれながらキャスター付の椅子が時計台の外に送り出され退場となった。ただし、正解数が3問以下でショックポイントに引っかからなかった場合は賞金を獲得できる。
タイムショックのシリーズで唯一、回転機構が無かった。
鹿賀・中山&新山時代「トルネードスピン（Tornado Spin）」
シリーズで唯一、公式に名前があるペナルティ。
椅子の回転機構が、従来の水平回転に垂直回転を加え二軸式になった。正解数が5問（鹿賀時代初期は6問）以下の場合、司会の「5問（6問）以下なので、トルネードスピン!」のコールで「Tornado Spin」または「トルネードスピン」のテロップが画面下側に表示され椅子が水平・垂直両方向 に回転しながら地上まで降下、賞金無しとなる（ただし、初期の「ファイナルタイムショック」は1問でも正解すれば、トルネードスピンになっても正解した分の賞金はそのまま獲得できた。「新タイムショック→超タイムショック」は5問以下でトルネードスピンになると敗北となる）。
水平回転のみよりもはるかに危険なため、解答席の安全対策も強化されている（前述）。
この代から警告音が鳴るようになった。
なお、「出張タイムショック」のトルネードスピンではセットの関係上、時計の針と同じ軸で回転させていた（バケットシート（スパルコ製）と4点式シートベルトはスタジオ版と同様）。
ザ・タイムショック
正解数がクリアライン以下・次のステージの進出圏内に入れず敗退決定・2人同時タイムショック（エンドレス含む）で敗戦した場合、田宮・山口時代同様に座っていた椅子が水平回転しながら降下し、椅子に炭酸ガスが噴射される（生島時代を踏襲）。
トルネードスピンではなくなったため、代わりに「D・A・N・G・E・R」のテロップが画面左右に縦向きで表示されるようになった（安全対策はとられているため、トルネードスピン程危険ではない）。
2020年10月10日に同局で放送された「東京 BABY BOYS 9」ではMC役のサイトウナオキ（ゾフィー）が敗退者に対して「タイムスピン!」とコールした後で椅子を回している。
2022年9月21日の放送にて、二人同時にペナルティを執行することも可能であることが判明した。

## 各シリーズの独自ルール

### クイズタイムショック（田宮・山口時代）

#### トップ賞の決定
- 12問正解パーフェクト達成者を除き[注 22] 一番正解数が多く、最も成績の良い解答者がトップ賞を獲得し、『トップチャレンジャー』としてチャンピオン戦に挑戦する。
  - 2人以上が同点トップとなった場合は同点決勝を行いトップチャレンジャーを決定する。同点決勝の形式は時期により異なるが、司会者のコールは「Take a Chance!」で共通。
    - 初期はジャンケン。最初期は解答者同士が行っていたが、途中から司会者のコールに応じてグー・チョキ・パー3つのスイッチのうちどれか1つを押し、選択した手を解答者席の電光掲示板に表示する趣向に変更された（このとき独自のジングルが鳴る）。
    - 田宮時代末期より○×形式の『チャンスクイズ』。司会者のコールに応じて問題文が読み上げられ、ボタンを押して○×の解答を決める（問題文に対して、答が正しいと思ったら○のボタンを、間違ってると思ったら×のボタンを押さなければいけない）。得点差が1点以上発生するか、どちらかが押し忘れやタイムオーバーで失格になった段階で決着。

  - 同点決勝に敗れて、トップ賞のチャンスを惜しくも逃された者にも『エース賞』として番組特製の掛け時計などが贈られた。

#### チャンピオン戦
- 先週までの『チャンピオン』と対戦する形で1セットずつ挑戦[注 23]、正解数が多い方が勝ち抜き[注 24] となり、次週チャンピオンとしての出場権が与えられる。
- 初期は敗れるまで無制限にチャンピオンが出場可能であったが、後に5週勝ち抜きでパーフェクト達成時と同じく100万円を獲得して打ち止めという形に改められた[注 25]。
  - 無制限勝ち抜き制度では、100人勝ち抜くと世界一周旅行やロールスロイスがプレゼントされるが5週勝ち抜きに変更になってからは廃止となった。
  - チャンピオン戦においてどちらかがパーフェクトを達成した場合も5週勝ち抜き時と同じく打ち止めとなる[注 26] [注 27]
  - 打ち止めが発生した場合、翌週は「新チャンピオン戦」として正解数1位が『仮チャンピオン』、2位が『チャレンジャー』として対戦を行う。
- 無制限勝ち抜き制では勝呂誉(俳優)の57人勝ち抜きが最高記録。5週勝ち抜き制で初の5週勝ち抜き達成は山東昭子[11]。

賞品の詳細
- 解答者全員に『チャレンジ賞（参加賞）』としてスポンサー商品が贈られた。またトップ賞獲得者には別途スポンサー商品が贈られるため、持ち帰る商品が相当な量になる事がある[注 28]。
- パーフェクト達成およびチャンピオン防衛・就任の場合記念カップや花束が賞金やその他副賞とは別途に贈られる。

#### 特集回
- 芸能人ゲストや特定の条件に沿った参加者のみが挑戦する特集回が定期的に設けられていた。
- 特集回では前回までの勝ち抜きチャンピオンはお休み（次回に持ち越し）となり、トップ賞の賞品には海外旅行と10万円の賞金を得る事が出来た。
- 夫婦大会や親子大会では2人の合計点でトップ賞を決めた。
- 時にはクイズ以外の内容がメインとなった回もあり、その際はクイズはおまけ程度に扱われていた。
- 1980年代からはスペシャル特番などによる放送休止が目立つようになり、他系列に属する同時ネット局では他番組での穴埋めが難しいなどの理由で特別回（北日本放送、テレビ愛媛など系列外のネット局に属する女子アナウンサー大会など）を製作してマイクロ裏送りで放送されたことがある。この回はテレビ朝日系列では放送されていない。

### ショックポイント（生島時代のクイズタイムショック）
- 1分間12問のうち何問かに『ショックポイント（別名「地雷」）』が設定されるようになった。このショックポイントが設定された問題で不正解･タイムオーバー・スルーになるとクイズが打ち切られ、正解数に関わらず正解分の賞金全額没収となり、正解数3問以下と同じペナルティを受けながら強制退場。残念賞として煙をモチーフにした「けむりちゃん人形」というぬいぐるみが贈られた（番組初期を除く）。一方でショックポイントを正解できれば、副賞としてヘッドホンステレオやワープロなどをポイントに応じて獲得できた。
- ショックポイントが何問目にセットされるかはランダム。時計台の『ショックポイント』ランプがルーレットのように点滅し、解答者が「ストップ」と宣言した時に点灯していた問題にショックポイントが設定される。
- ショックポイントの数は挑戦者によって異なるが、その決定方法は放送時期により異なる。
  - 初期は生島が出題する『ショックポイントクイズ』により決定。30秒間に6問の問題に解答し、誤答で最高3つまで増加・2問正解で1つ消滅する。この後にショックポイントのセット、問題番号の選択を順に行う。
  - 後期は問題番号ごとにショックポイント数があらかじめ設定されており、問題番号の選択と同時にルーレットで配置を決める形となっていた。各番号にいくつのショックポイントがあるかは番組冒頭に視聴者にのみテロップ表示で示しており、ポイント数の分布は基本的に0個が5箇所、1個が3箇所、2個が2箇所。
  - 最終の2週では事前にショックポイントを表示し、その後出題される予選早押しクイズの正解者がタイムショックに挑戦した。ショックポイントが多い時ほど早押しクイズの問題の難易度が低くなり、12問全てショックポイントかつYES・NO問題の設定があった。
- ショックポイントに引っかかると2つのモニターがショックポイントのマークであるウィルスのアニメーションに切り替わり、不正解のショックポイントランプが高速点滅、全ての正解ランプが白色で点滅した。

### タイムショック21 / タイムショック / 新タイムショック
『タイムショック21』は時期によりルールが頻繁に変更されたため、それに伴いクイズも様々な形式のものが登場した。

#### レギュラー放送での形式
第1期
5人1組のチームで出場。以下のステージを順に行い、最後に残った1チームのみが賞金獲得をかけた『ファイナルタイムショック』に挑戦する。
1stStage 『オープニングタイムショック (Opening Time Shock)』
1分間10問の問題を1問ごとに順に1人ずつ出題。正解数の多かった上位3チームが次のステージへ。3位が同点の場合は、同点決勝として早押しクイズで決着を着ける。第1回 - 第3回は専用の解答席で行われたが、第4回からは代表者1人がタイムショック席に、それ以外の4人が時計台の前に座って行い、5問以下でトルネードスピン・失格となった。
2ndStage 『ビジュアルタイムショック (Visual Time Shock)』
CGを駆使した映像問題の早押しクイズ。正解した人が抜けていき、5人全員が抜けるとクリア。お手付きの場合、その人のみ問題の解答権を失う。20秒クイズ、60秒クイズがあり、問題のジャンルも様々あった。また、20秒クイズで残り時間10秒以上（60秒クイズでは残り時間40秒以上）での正解の場合「Wチャンス」として正解者ともう1人の2人が抜ける。
3rdStage 『データタイムショック (Data Time Shock)』
様々なアンケート結果の上位10項目を1分間で解答する。パスは禁止。両チーム同点の場合は、早押しクイズで決着を着ける。
FinalStage 『ファイナルタイムショック（Final Time Shock）』
チームの代表者1人が1分間12問のレギュラー問題に挑戦。正解数に応じた賞金をそのまま持ち帰る。
第2期
『オープニングタイムショック』『データタイムショック』が廃止され2ステージ制となった。
『ビジュアルタイムショック』
問題形式は第1期と同様。2チームによる3ポイント先取の対決 に変更された。
『ファイナルタイムショック』
1-6番まで用意された1分間12問のレギュラー問題に1人ずつ挑戦し、賞金を積み立てる『リレータイムショック』。6問以上正解で正解数に応じた賞金を積み立てる事が出来るが、1人でも正解数5問以下となりトルネードスピンを食らった段階で積立金は全て没収・失格となる。
3人目の挑戦者が終了した段階で現在の積立金を持ち帰るか、さらに5人目まで挑戦を続けるかを選択できる。なお挑戦人数に関わらず積立金が1000万円に到達した段階で打ち止め・1000万円持ち帰り。
この2ステージを一つのラウンドとし、番組中では2〜3ラウンド行われた。芸能人同士、国会議員同士の対戦が組まれたこともある。また、5人が同じ趣味を持つ芸能人が組んだチーム2組の対抗戦が行われたこともあり、勝った方が挑戦した『ファイナルタイムショック』では『カルトタイムショック』と題し、そのジャンルに沿った問題が出されていた。
第3期
『ビジュアルタイムショック』
5-10チームによる1問先取に変更、勝ち抜けたチームから順に『ファイナルタイムショック』に挑戦する形式となった。
『ファイナルタイムショック』
1チーム5人全員が6問以上正解しなければ積立金を持ち帰る事が出来なくなった。ただし代わりに3人がクリアした段階で100万円の保証金が設定され、4-5人目がトルネードスピンとなっても100万円は持ち帰る事ができる。また問題番号が1-10番に増えた上、ジャンル問題や『12アンサーズ』などの特殊な形式の問題（後述）が出題されるようになったため、問題形式を見てからリーダーが代表者を選出する形となった。
この頃は他にも、トラックに簡易的な時計台と解答席を載せて地方に出張しリレータイムショック を行う『出張タイムショック』や、芸能人4-5人が正解数を競う個人戦『芸能人最強クイズ王決定戦SINGLES』などの企画が放送された。
第4期
出場者のチームを1つの業種に限定した『(業種名)クイズ王選手権』と題して放送。1回の放送で4チームが出場し、各ラウンド毎にチームの代表1名がタイムショック形式の問題に挑戦。最も正解数の少ないチームが脱落していく。最後に残った1チームの代表者1名が1回限りの『ファイナルタイムショック』に挑戦し、賞金を決定する。
出題される形式は1回戦・決勝戦がレギュラー問題、2回戦がジャンル問題（ジャンル指定は直前ラウンドの得点が高い順）。
12問パーフェクトを達成した場合、賞金とは別に個人賞として100万円が贈られた。
第5期（最終期）
『個人戦最強コロシアム』と銘打ち、田宮・山口時代以来となる週をまたいだ勝ち抜き戦を開催。先週までのチャンピオンに事前ペーパーテストを勝ち抜いたクイズ自慢の挑戦者を加えた計10人 で正解数を争う。
ペーパーテスト成績順下位 から問題に挑戦し、その時点での最高正解数に到達していれば新たな『ポイントリーダー』としてリーダーズシートに着席、満たなかった場合は退場。ポイントリーダーは自身の最高正解数を更新されてしまった場合退場となる。
チャンピオン含む全員の挑戦が終了した段階でリーダーズシートに着席していた挑戦者が新たなチャンピオンとして次週参加の権利が与えられ、5週連続で勝ち抜いた場合は打ち止めとなり1000万円が贈られた。

#### 特番での形式
芸能人バトルロイヤル
芸能人のみがチームを組んで挑戦する特番放送での形式。主に1人ずつ順番にタイムショックに挑戦し獲得した賞金を積み立てていく『リレータイムショック』形式がベースとなっている。
2チーム対抗戦
2001年春 - のルール。両チームが交互に問題番号を指定、まだ挑戦していないメンバーの中から選ばれた代表者1人がクイズに挑戦し、獲得賞金を積み立てていく。先に2000万円を積み立てたチームの勝利となるが、トルネードスピンあるいは『3人リレー（下述）』、『漢字書き取り（下述）』で5問以下になるとそれまでの積立金は全て没収される。2005年9月放送特番以降はパーフェクトを達成した人に賞金100万円が贈られる。この形式時のみ登場する特殊な問題や、勝利チームが敗北チームの積立金を奪い取る直接対決制のクイズコーナーも行われた。
対抗戦で行われたクイズコーナー
- 3人リレー

1分間12問の問題に3人が1答ずつリレー形式で解答していく。不正解の場合は次の解答者に解答権が回らない。この3人リレー方式でもレギュラー問題以外に12アンサーズや映像レギュラー問題といった特殊形式が出題された事がある。
- 漢字書き取り

1分間12問の漢字が答えとなる問題（熟語の穴埋め、著名人名の穴埋めなど）に、モニターに答えを書き込んでいく形で解答していく形式。この筆記解答形式での12アンサーズ（魚編の漢字を12個書け、など）が出題された場合もある。
- タイマンタイマー

2005年9月放送特番より登場した各チームの代表者1名による直接対決クイズ。多答問題1問に対し交互に1名1答ずつ解答していくラリーで形式行われ、正解するまで相手に順番は回らない。クイズスタート時に与えられたトータルの持ち時間60秒を先に使い切ってしまった代表者のチームが敗北となり、勝利チームに積立金100万円を強奪される。
- 100万円争奪全員参加クイズ

『バトルロイヤル10』で登場。全チーム全員参加の3択問題を行い、間違った解答者が脱落していく。これを全員脱落した敗北チームが決定するまで繰り返し、勝利チームは敗北チームから積立金100万円を強奪できる。
∞（無限大）制リレータイムショック
2003年春-2004年秋での団体戦と個人戦が混ざったようなルール。まず参加者30人全員が4択問題に解答し、その問題の正解者のみでリレータイムショックに挑むチームを組む。リレータイムショックではチーム人数×200万円が目標金額に設定された上でクイズに挑戦し、獲得賞金を積み立てていく。積立金が目標金額に達した段階で打ち止めとなり目標金額分の賞金を獲得し、目標金額に達する前に1人でもトルネードスピンとなれば積立金が全て没収され、挑戦終了となる。挑戦が終了したら再び参加者全員が4択問題に解答、次のリレータイムショックの挑戦者を決定する。
プライベートタイムショック
『芸能界クイズマスター決定戦』で行われたが別内容のため、こちらに表記。
大御所芸能人と仲の良い芸能人5人の計6人がリレー形式でクイズに挑戦する。
まずは芸能人5人に対し大御所芸能人に関する問題を5問出題し、1人1問正解で1万円 を積み立てる。これを受けて大御所芸能人自らが時計台の解答席に座り自らに関する問題限定の1分間12問に挑戦、6問以上正解すれば正解数に応じた倍率を積立金に掛けた額を獲得できた。
高校生大会
タイムショック21時代に4度『高校生クイズ王日本一決定戦』が開催された。以下に示す内容は4回目のもの。
出場条件
日本テレビの高校生クイズ同様に同一高校の3人1組チーム（男女混合可）を組んで出場する事。
1回戦『24バトルロワイヤル』（8→6校）
時計台の前に設置された3段の階段の上に8校24名が横並びで立って行う2択クイズ。問題に対しAかBの選択肢を一斉解答し、間違った解答者のみ階段を1段下りる。3段降りきってしまったメンバーが現れた高校は連帯責任として全員脱落。2校が脱落した時点での生き残りが2回戦に進出となる。
2回戦『リレータイムショック』（6→4校）
代表者3名が順に時計台の解答席に座り1分間12問の問題に挑戦し、正解数上位4校が3回戦に進出できる。このラウンドで使用する問題は事前に芸能人6人が挑戦しており、その正解数と挑戦後のコメントを参考に問題の傾向を読み取ってどの問題に挑戦するかを選ぶ事ができる。
3回戦『敗者決定トーナメント』（4→3校）
各高校の代表者1名が1vs1で対決し、勝利校が準決勝に進出する負け残りトーナメント。くじ引きで対戦高校と出題される問題形式 を決定して対戦し、最後まで残った1校が脱落。
準決勝『映像早押し』（3→2校）
全校3人が一斉に挑戦する映像を使った早押しクイズ。正解したメンバーは解答席を抜け、誤答・お手つきはその問題の解答権を失う。3人全員が抜けた先着2校が決勝進出。
決勝戦『総当たり3本勝負』
1vs1のタイムショック総当たり戦。問題形式は全てレギュラー問題。正解数が多い方が勝利となるが、両代表者が同点もしくはどちらもトルネードスピンしてしまった場合はサドンデスとして勝負を続行する。2勝した高校が高校生クイズ王日本一となり、奨学金として100万円が贈られた。
優勝校
- 第1回 仙台第一高校
- 第2回 早稲田高校
- 第3回 金沢泉丘高校
- 第4回 早稲田高校

新タイムショック
1チーム3人以上（各クイズに参加できるのは3人まで）の6チームが予選クイズ・ゲームを行い、成績トップのチームのみが『タイムショックステージ』に挑戦する。
予選・お絵かきステージ
Aブロックの予選1回戦で実施。代表者1人がお題の絵を書き、残り2人が絵を見てお題を当てる。お題の名前の文字が合計60文字になればクリア。クリアタイムを競うため、クリアチームが出るまでは制限時間60秒、それ以降は現在トップタイムを記録したチームのクリアタイムが制限時間となる（つまり、トップチームの記録を上回れないことが確定した時点で失格）。トップタイムを維持した1チームがタイムショックステージ進出。
予選・早押しステージ
Bブロックの予選1回戦で実施。加賀時代の『ビジュアルタイムショック』を踏襲した形式で、様々な映像問題が出題される。最も得点を多く獲得したチームがタイムショックステージに進出。
予選・カーリングステージ
Aブロック・Bブロック共に予選2回戦で実施。1チーム3人でトーナメント形式でカーリングを行い、優勝したチームがタイムショックステージ進出。
タイムショックステージ
1人ずつレギュラー問題に挑戦し、3人全員がトルネードスピンすることなく賞金を獲得できれば賞金持ち帰り、1人でもトルネードスピンとなった段階で失格・獲得賞金没収。

### タイムショック 芸能界クイズマスター決定戦 / 超タイムショック / ザ・タイムショック
18 - 24人の芸能人がクイズ王の座を懸けて個人戦を行う。各ラウンド毎に数人を脱落させていく形式で、同点決着が発生した場合は基本的に早押しクイズでプレーオフを行い勝ち残る挑戦者を決定している。
1グループにつき2人以上が勝ち抜ける形式の場合、次のステージに勝ち残れる可能性がある挑戦者が座る『暫定席』が勝ち抜け人数分用意され、その時点での成績上位から暫定席に座ることができる（＝暫定席の定員を過ぎた挑戦者は失格）。勝ち抜け可能なボーダーライン上に複数人が居る場合、ひとまず該当する全員が暫定席に座るがその状態でラウンドが終了した場合は前述の通りプレーオフとなる。
タイムショック 芸能界クイズマスター決定戦
1次予選『6人同時タイムショック』→ 2次予選『教科別タイムショック & 面白3択問題』→敗者復活戦『5 - 6人同時タイムショック』→ 準決勝・決勝『レギュラー問題』
超タイムショック 第1 - 8回
1次予選『5 - 6人同時タイムショック』→ 2次予選『教科別タイムショック』→ 準決勝『レギュラー問題』→ 敗者復活戦『4 - 6人同時タイムショック』→『レギュラー問題』（第2回まで）→ 決勝『サバイバルタイムショック』
超タイムショック 第9 - 16回
予選『24人一斉タイムショック』（第13回は『12人同時タイムショック』、第16回は『22人一斉タイムショック』）→ 1回戦『ジャンルクイズ』→ 準決勝『レギュラー問題』→ 敗者復活戦『5人同時タイムショック』（第16回は『21人一斉タイムショック』）→ 決勝『サバイバルタイムショック』
超タイムショック 最強クイズ王トーナメントSP 第1･2回
予選『24人一斉タイムショック』→ 1回戦『ジャンルクイズ』→ 2回戦『レギュラー問題』→ 決勝『サバイバルタイムショック』
超タイムショック 絶対クイズ王誕生SP
1回戦『ジャンルクイズ』→『4人同時タイムショック』→ 2回戦『1対1同時タイムショック』→ 決勝『サバイバルタイムショック』
クイズの日 ミラクル9VSQさま!! タイムショックで最終決戦SP（特別編）
最終決戦『4対4 代表者決戦』
超タイムショック 女vs男団体戦SP（チーム戦）
第1ステージ『ジャンル問題マッチプレー』→ 第2ステージ『6人リレータイムショック』→ 第3ステージ『1対1 早押しクイズバトル』→ ファイナルステージ『4対4 代表者決戦』
ザ・タイムショック 第1･2回
予選『2分間一斉タイムショック』→ 1回戦『2人同時タイムショック』→ 2回戦『学力タイムショック』→ 準決勝『2人同時エンドレスタイムショック』→ 敗者復活戦（回によって形式が異なる）→ 決勝『サバイバルタイムショック』
ザ・タイムショック 第3 - 5回
1回戦『2人同時学力タイムショック』→ 2回戦『4分バトルタイムショック』→ 準決勝『2人同時エンドレスタイムショック』→ 敗者復活戦『21人一斉タイムショック』→ 決勝『サバイバルタイムショック』
ザ・タイムショック 第6回
1回戦『2人同時エンドレスタイムショック』→ 2回戦『4分バトルタイムショック』→ 準決勝『小中学6教科タイムショック』→ 敗者復活戦『21人一斉タイムショック』→ 決勝『サバイバルタイムショック』
ザ・タイムショック 第7回
1回戦『小中学タイムショック得意教科2分バトル』→2回戦『知恵とヒラメキ!5アンサーズ』→ 準決勝『2人同時エンドレスタイムショック』→ 決勝『サバイバルタイムショック』
ザ・タイムショック 第8･10回（チーム戦）
1回戦『小中学タイムショック得意教科2分バトル & 知恵とヒラメキ!3アンサーズ』→ 準決勝『耐久!リレータイムショック』→ 決勝『サバイバルタイムショック』
ザ・タイムショック 第9回
1回戦『小中学タイムショック得意教科2分バトル & 知恵とヒラメキ!3アンサーズ』→ 準決勝『2人同時エンドレスタイムショック』→ 決勝『サバイバルタイムショック』

### 個人戦
同時タイムショック・一斉タイムショック
複数の解答者が、他の挑戦者の解答が聞こえないよう問題読み上げとBGMのみが流れるヘッドホンを着用した上で、同じレギュラー問題を同時に挑戦する。
- 『クイズマスター』では1次予選で行われる。A - Cブロックの各6人が同時に挑戦し、正解数上位4人が2次予選進出、下位2人は脱落となる。出題数は1分間12問。
- 『超 - 』第1 - 8回では1次予選で行われる。同時に挑戦するのはA - Dグループの各5 - 6人、出題数は1分間12問。
- 『超 - 』第9回以降は予選で行われる。参加者全員が一斉に挑戦（第13回のみ、A･Bグループの各12人に分け、各グループで同時タイムショックを行った）、出題数は2分間24問、第10回は3分間36問。第16回、トーナメントSPはジャンルごとに6問ずつ4セットの2分間計24問で行われる。
- 絶対クイズ王誕生SPの1回戦では『ジャンルクイズ』（後述）のA - Fグループ各4人の挑戦が終了後に行われる。出題数は1分間12問。準決勝では「1対1同時タイムショック」と題しA - Fグループ代表各6人が2人ずつ計3組に分かれ直接対決。正解数の多い方が決勝進出。『ザ - 』で行われている『2人同時タイムショック』（後述）の原型となった。出題数は2分間24問。
- 『クイズマスター』『超 - 』第1 - 15回の敗者復活戦では1次予選・2次予選・1回戦の敗者をA - Dグループ（『クイズマスター』、第1･2回ではA - Cブロック（グループ））の4 - 6人に分けてセット番号1 - 20の中から選択した1分間12問のレギュラー問題を同時に行い、全グループの中での最も正解数の多い1人（『クイズマスター』、第3回は2人）が復活。第16回では「下克上システム」（後述）で勝ち抜いた3人を含む21人一斉タイムショックを行い正解数が最も多い1人が復活。『ザ - 』第6回では12問全て『クセあり問題』（前述）で構成された21人一斉タイムショックを行い正解数が最も多い1人が復活。

教科別タイムショック・ジャンルクイズ・学力タイムショック
国語・算数・理科…といったジャンルが出題される。
- 『クイズマスター』Aブロック、『超 - 』第1 - 8回では2次予選で行われる。6つのジャンルから1次予選の同時タイムショック（前述）で成績が良い順に1人ずつ選択していく。成績の悪い順（『クイズマスター』、第1回は成績の良い順）から『クイズマスター』とA - Cグループは『映像問題』（後述）、Dグループは『12アンサーズ』（後述）に挑戦し、正解数が5問以下でトルネードスピン。各グループで正解数トップが準決勝進出。
- 『超 - 』第9 - 16回では1回戦で行われる。予選で行われた一斉タイムショック（前述）の正解数による順位が奇数位はAグループ、偶数位はBグループに振り分けられ、各グループ12人で対戦する（第13回はA･Bグループは最初から12人ずつ固定）。正解数が5問以下でトルネードスピンになった場合は無条件で脱落。第16回はグループの振り分けが無く、スタジオメンバー22人が挑戦し、事前予選を勝ち抜いたクイズ自慢が「下克上システム」として、スタジオメンバー6人の挑戦が終了するごとに事前問題の正解数が最も多い1人が選出、これを3回繰り返し、クイズ自慢3人を含めた25人で対戦。成績が悪い順から1 - 15の問題番号の中から選択、挑戦ジャンルが分からない状態になっている。第16回はスタジオメンバー11人の挑戦が終了すると挑戦ジャンルが全てリセットされる。第10 - 15回は各グループ予選1位のみ残りの4つのジャンルがオープンされ1つを選べる。第16回は上位3人が残った段階で残りの3つのジャンルがオープンされ、成績の良い順にジャンルを選んでいく。各グループで正解数上位2人（第16回は25人中正解数上位4人）が準決勝（第16回は決勝）進出。
- トーナメントSPでは1回戦で行われる。予選の一斉タイムショック（前述）の正解数上位6人はシード枠として自動的に2回戦『レギュラー問題』（後述）に進出。残りの18人がA - Fグループ各3人に振り分けられる。各グループで成績トップが1 - 6の問題セットから1つ選択し、さらに出現した3つのジャンルから1人ずつ選択していく。成績が良い順から挑戦し、正解数が5問以下でトルネードスピン。各グループで正解数トップが2回戦進出。
- 絶対クイズ王誕生SPではA - Fグループの各4人が1 - 4の問題番号の中から選択し1人ずつ挑戦、正解数が5問以下でトルネードスピン。全員の挑戦が終了後、同時タイムショック（前述）に挑戦し、各グループでジャンルクイズとの合計正解数トップが準決勝進出。
- 『ザ - 』第1･2回は2回戦で行われる。1回戦から進出した12人（第1回は11人と1回戦の敗者で正解数の最も多い1人がワイルドカードの計12人）が抽選によってA - Cグループに振り分けられ各4人ずつ対戦、1回戦の正解数が少ない順から挑戦し、1 - 4の問題番号から選択、3人目以降は暫定2位の正解数を超えられないとペナルティが発動し脱落となる。各グループで正解数上位2人が準決勝進出。
- 問題形式は基本的にモニターの映像を見て答える『映像問題』だが、問題ジャンルに混ざって『12アンサーズ』（後述）やその派生系といった特殊形式が混ざっている場合がある。

面白3択問題
『クイズマスター』の2次予選Bブロックで行われる。さまざまなジャンルから3択問題が出題され、A･B･Cから1つを挙げる。全10問を出題し、正解数トップが準決勝進出。
レギュラー問題ラウンド
1対1の直接対決。問題セットは番号1 - 20の中から1つ選択。
- 『クイズマスター』では準決勝・決勝戦で行われる。準決勝はA･Bブロックの代表2人と敗者復活戦で復活した2人の計4人が抽選によって対戦カードが決定。正解数が5問以下でトルネードスピン。正解数の多い方が決勝進出。決勝戦で正解数の多い方が優勝、優勝者のみが正解数に応じた賞金を受け取った。
- 『超 - 』第1 - 16回では準決勝で行われる。第1 - 8回は2次予選のA - Dグループで正解数トップが抽選で対戦カードを決定。第9 - 15回は1回戦のAグループ1位とBグループ2位、Aグループ2位とBグループ1位が対戦。正解数が5問以下でトルネードスピン。正解数の多い方が決勝進出。敗北した方は敗者復活戦に参加できず、決勝には進出できない。
- トーナメントSPでは2回戦で行われる。A - Fグループの各シード枠と1回戦勝者が対戦。正解数が5問以下でトルネードスピン。正解数の多い方が決勝進出。

サバイバルタイムショック
『超 - 』『ザ - 』の決勝で行われる。1人ずつ順番にタイムショック（レギュラー問題）問題セットの番号1 - 20の中から1つ選択し挑戦、正解数が設定されたクリアラインを超えればクリアとなり生き残り、下回ればペナルティ発動・脱落。全員の挑戦が終わった段階で1巡したと見なし、生き残りが1人であれば優勝決定、2人以上生き残っている場合はクリアラインがそれまでより1問上昇した状態で次の1巡を行う。（全員が脱落した場合は再戦となりもう一度同じクリアラインに挑戦する）。なお現時点では、クリアラインが12問（=パーフェクト必須）になったことは無い。
- 『ザ - 』では放送時間の関係上、この時点で決着が付かない場合や、2人が残った時に全滅した時は2人同時エンドレスタイムショック（後述）で決着をつけるケースがある。
- クリアラインは7問（『超 - 』第2回・第9回 - 第16回・絶対クイズ王誕生SP・『ザ - 』第1回 - 第8回は8問、トーナメントSP・『ザ - 』第9回は9問）からスタートし、前述の通り1巡ごとに1問上昇する。
- 第4回まで正解数に応じて賞金が積み立てられ、優勝者のみがそれまでの積み立て金を優勝賞金として受け取った。

2人同時タイムショック
『ザ - 』第1･2回の1回戦で行われる。2人が同時に時計台に上がり、ヘッドホンをした状態で同じ1分間12問の問題に挑戦する。問題セットは番号1 - 20までのうち予選成績上位の方が選択。正解数の多い方が勝ち抜け、敗者はペナルティが発動し脱落となる。
2人同時学力タイムショック
『ザ - 』第3 - 5回の1回戦で行われる。基本ルールは前述の2人同時タイムショックと同様だが、2人が事前に選択した得意科目から出題ジャンルが選択される。
2人同時エンドレスタイムショック
『ザ - 』第1･2回の準決勝で行われる。第7回はサバイバルタイムショック（前述）で決着が付かなかった為、決勝で行われた。
- 2人が同時に時計台に上がり、ヘッドホンをした状態で同じ問題に挑戦。どちらかが2回誤答し（第7回の決勝では正解数で2問の差がついた地点で）脱落するまで問題は延々と出題され続ける。相手が脱落するまで持ちこたえる事ができれば勝ち抜け。両者が同時に2回誤答となった場合はサドンデスに突入し、片方だけが誤答をするまで続行する。

小中学6教科タイムショック
『ザ - 』第6回の準決勝で行われる。2人が同時に時計台に上がり、ヘッドホンをした状態で同じ2分間24問の問題に挑戦する。正解数の多い方が決勝進出。
- 教科別タイムショックのように特定のジャンルに絞った問題が出題されるが、4問ごとに出題ジャンルが切り替わる。出題ジャンルとその順番は問題セットごとに異なり、問題セットを選択するまで内容はわからない。

小中学タイムショック得意教科2分バトル
『ザ - 』第7回の1回戦で行われる。基本ルールは前述の小中学6教科タイムショックと同様だが、2人が事前に選択した得意科目から出題ジャンルが選択され、回答者が問題セットを選択することはできない。正解数の多い方が2回戦進出。
4分バトルタイムショック
『ザ - 』第3 - 6回の2回戦で行われる。参加者4人が順番にリレー形式で答えていく対戦クイズ。12問1セットの問題がモニターに全て表示されており、自分の順番が来た解答者は問題番号と解答をあわせて口頭で解答する。
- 1答あたりの制限時間は通常のタイムショックと同じく5秒で、1セットにつきトータル60秒分（解答が3巡するまで）行う。これを連続で4セット行い、最終的に正解数上位2人が準決勝進出。同点なら上記の問題推理クイズで決着を付ける。

知恵とヒラメキ!5アンサーズ
『ザ - 』第7回の2回戦で行われる。参加者4人による早押し形式のクイズ。1つの問題に5つの答えがあり、それぞれ難易度によりレベル1からレベル5まで設定されており、正解するとそのレベルがそのまま得点として加算される。それぞれの答えのレベルは正解するまで分からないため、回答者は難易度の高い答えを見極めて、早押しで回答する。全6問終了後得点の高い上位2人が準決勝進出。
問題推理クイズ
『ザ - 』敗者復活戦で行われる。大部分が虫食いとなった問題文を使った早押しクイズ。問題文の表示後、少し間をおいてヒントとなる画像が表示される。正解者が復活。
16人一斉!3択サバイバル
『ザ - 』敗者復活戦で行われる。3択問題に対して、回答者が手持ちの札で回答する。回答時間は5秒。1問でも間違えると脱落。最終的に残った1人が復活。

### チーム戦
クイズの日 ミラクル9VSQさま!! タイムショックで最終決戦SP
「クイズの日 ミラクル9VSQさま!! タイムショックで最終決戦スペシャル」と題して、くりぃむクイズ ミラクル9とクイズプレゼンバラエティー Qさま!!の2番組による対抗戦が行われ、最終ステージでタイムショックが行われた。
この特番では「ミラクル9」と「Qさま!!」のレギュラー（準レギュラー含む）10人ずつが参加して行った。
ノウハウは同年12月31日に年越し特番として放送され、以後も期首・期末改編時などで放送されている「くりぃむVS林修!クイズサバイバー」という特番に発展した。
4対4 代表者決戦
代表者4人による直接勝負。レギュラー問題、（2人目と3人目はジャンル問題）に挑戦する。正解数に準じたポイントが加算される（6問以下はトルネードスピンで0ポイント、7問で5ポイント、以後10・15・20・25ポイントとなりパーフェクトは30ポイント）。同点の場合は両チームに入る。尚、キャプテンは必ずどこかで登場しなければならない。
ミラクル9とQさま!!のクイズパートで加算されたポイントと合計し、ポイントの高い方が優勝となる。
超タイムショック 女vs男 団体戦SP
第1ステージ・ジャンル問題マッチプレー
最初に8ジャンルが提示され、そのジャンルに対してリーダーが誰が出るかを決める。ジャンルには「3人12アンサーズ」が2つ設定されているので、最終的には12人全員が出る事になる。それぞれの対戦で正解数が多かった方が10ポイント獲得となり、ドローの場合は両チームに5ポイント。なお、正解数が5問以下でトルネードスピンになった場合は-5ポイント（3人12アンサーズはトルネードスピンが無い代わりに-10ポイント）となる。
第2ステージ・6人リレータイムショック
特番タイムショック時代の3人リレーに準ずるが、以下の点が異なる。
正解不正解にかかわらず、解答権は次の人に移る。
ただし、3人連続で不正解の場合はその時点で強制終了、0ポイント。
3人連続不正解せず、6人×4周（24問）達成したらそこまでに正解した数がそのままチームのポイントになる。24問全問正解（パーフェクト）は50ポイント。
両チーム2回ずつ挑戦し、1回目はレギュラー問題、2回目はメンバーを交代して映像問題になる。
第3ステージ・1対1 早押しクイズバトル
1組づつ対戦。対戦は予め決められていて、誰が出るかは天の声で決まる。問題が読まれると同時に15秒のカウントダウンがスタートし、ボタンを押した時点でカウントダウンがストップ。正解したらその残り秒数がそのまま自チームのポイントとなる。解答権は1人1回のみ。
ファイナルステージ・4対4 代表者決戦
基本ルールは前述した内容と同様だが、3人目のみ漢字問題になっており、正解数に準じたポイントは正解数が多かった方しか加算されない（6問以下はトルネードスピンで0ポイント、7問で5ポイント、以後10・15・20・30ポイントとなりパーフェクトは50ポイント）。

### 特殊なタイムショック形式の問題
『タイムショック21』第3期以降、通常のタイムショック（レギュラー問題）とは異なる形式が出題されるようになった。
- ジャンル問題

『国語』『社会』『芸能』など各ジャンルに特化した問題のみが出題される。
- ○×問題

12問全てが○×問題で出題される。
- 映像問題

解答席左手に設置されたモニターの映像を見て解答する形式。出題および1分間のカウントダウンが始まる前に解答方法の説明が読み上げられる場合がある（例：「画面に映る道具の正式名称を答えなさい」）。
- イントロ問題 / ヒットソング

曲の一部を聞いてタイトルを答える。こちらもカウントダウン前に解答方法の説明が入る場合があり、その際に曲が発売された年代が指定されるなどの変則的な指示がなされる事もある。
- 12アンサーズ

答えが複数存在するクイズ1問に対し12個の正解を1分以内に解答する形式。通常の形式とは異なり1答あたりの制限時間は存在せず、答えの言い直しも可能。『超 -』第4回までは1分間のカウントダウンが始まると同時に問題が読み上げられるが、第5回以降は始まる前に読み上げられるので5秒ほど時間の猶予が出来るようになった。不正解の場合はブザーが鳴る。1分以内に12個正解した時点で終了。
- 12キーワード（『超 -』第11回-）

問題のテーマに沿って、モニターに表示された12のキーワードが一部分に含まれるものを答えて暗転させていく（例：次の漢字を使ったことわざ・慣用句を答えなさい）。1つの答えで2つ以上のキーワードを同時に消すことも可能。暗転させたキーワードの数が正解数となる。
- 12メモリーズ（『超 -』第13回-）

問題開始前に15秒間表示される12のキーワードを暗記し、カウントダウン開始後に復唱していく（順番は問わない）。第15回以降、問題開始前に20秒間表示されるイラストを覚えてから、その内容を問う問題に答える形式も登場した。
- 12チョイス（『超 -』第15回-）

モニターに予め表示された12個の答えを用いて1分間12問の問題に解答する。正解できた場合該当の答えは暗転し選択肢が絞り込み易くなるが、不正解の場合は解答した答えも本来の正解も暗転しない。
- 3ラインクイズ（『超 -』第16回-）

モニターに表示された3ラインの前後の間に当てはまるものを解答していく。
特番のみの登場
- Wアップ（チーム対抗戦）

正解数に応じた設定金額が2倍のレギュラー問題。トルネードスピンとなるボーダーライン(5問以下)は変わらない。
- チャレンジャー指名（チーム対抗戦）

対戦相手のチームがまだ挑戦していない（かつ不得意でトルネードスピンしてしまいそうな）1名を強制的に指名し、レギュラー問題に挑戦させる。
- 映像2択問題

答えは全てA / Bどちらかの二者択一問題が映像で出題される。アニメタイアップ企画『クレヨンしんちゃんの2択クイズ』でのみ出題。
- 6問限定映像問題

1問あたりの制限時間が10秒の映像問題。問題数の減少に伴い3問以上正解で賞金積み立て、2問以下でトルネードスピンとなる。アニメタイアップ企画『ドラえもんの世界遺産クイズ』『ドラえもんのタイムマシンクイズ』 のみの出題。

## 司会以外の出演者

### 出題
- 矢島正明 - 初代出題担当[注 50]。1969年1月9日の番組開始より、2014年9月の「超タイムショック」まで40年以上一貫して担当していた。これまで通算延べ10万 - 20万題を読み上げた。1問につき約2 - 3秒の間で問題を読み上げる。初代の800回と最終回には顔出しで登場した。「ザ・タイムショック」以降は日暮に交代して降板したが、2019年9月25日放送分にて「敗者復活戦」のみの出題者として約3年ぶりに復帰。また決勝ステージの開会宣言として、かつての「OP口上」も再現された[14]。
- 宮村優子 - 鹿賀・中山&新山時代の「ビジュアルタイムショック」（見えてくるものは何？など一言のみ）およびそのコーナー内の「ねじれ研究所」「キューブ2000」などや、「出張タイムショック」の出題とナレーションを担当。
- 日暮哲也 - 2代目出題担当。2017年からの「ザ・タイムショック」以降担当している。
- 柳沢真由美 - 「超タイムショック」後期以降の映像問題・同点早押し問題の出題担当。

### アシスタント
賞品紹介とエンディングのみに出演する担当と回転椅子のシートベルトの開閉を行ったり、花束などの贈呈を行う担当に分けられていた。ただし廣瀬の場合は途中から山口の隣に常時居座るようになっていた。
田宮時代
- 渋沢詩子
- あかはゆき
- 丹羽節子
  - 三枝重子(1976〜1978)
  - 川口恵子
  - 本田久美
  - 成島恵美子
  - 稲葉恵
  - 花川さやか

山口時代
- 高山しげみ（結婚後は高木しげみに改名）
- 渡辺恭子
- 高橋達子
- 南美希子（当時テレビ朝日アナウンサー）
- 中里雅子（当時テレビ朝日アナウンサー）
- 廣瀬雅子（当時テレビ朝日アナウンサー）
  - 小坪好子
  - 千葉恭子
  - 水希麻美
  - 小西美千代
  - 佐川泉
  - 梅野幸子
  - 佐藤弘美
  - 寺田理恵子（当時大学生、フジテレビ採用内定に伴い出演を辞退）
  - 日高久美子
  - 稲冨佐知子
  - 荒井美智代（タイムガールズ）
  - 窪田リサ（タイムガールズ）
  - 千葉ゆかり（タイムガールズ）
  - 柳下美奈子（タイムガールズ）
  - 築井あさみ（タイムガールズ）
  - 小林恵美子（タイムガールズ） - 最終回（第888回）で解答者として挑戦するも3問正解で椅子の回転を受ける。
  - 三枝ゆかり（タイムガールズ）
  - 山ノ内弘美（タイムガールズ）
  - 山辺麻理子（タイムガールズ）

ほか
生島版
- 柴田真理子
- 澤岡さわ

タイムショック21
- 松田樹里（途中降板）

### 「出張タイムショック」リポーター
『タイムショック21』では「出張タイムショック」というコーナーがあり、リポーターを設けていた。これは、ミニセットを設置したトラックとともに依頼先へ向かいコーナー司会を務めるというものであった。
5人が挑戦し、6問以上の正解が3人以上となれば賞金を獲得。正解が5問以下の場合はトルネードスピン（セットの都合上水平方向には回らず、時計の針と同じ垂直方向に回転）となり、3人スピンしたらそこでゲームオーバー（賞金は全て没収）となる。3人目の挑戦者は積立賞金が倍になるWアップチャンスがある。
- 浅草キッド
- カイヤ（鹿賀が扮する「時の番人」の妻という設定で出演）

### その他
- 北口光彦（現：北口幹二彦） ※山口時代末期のものまね問題でのものまね担当。
- 熊倉一雄 ※800回記念のみのナレーション。
- キャロル久末 ※生島時代のナレーション。
- 小林一枝 ※生島時代の最終回のオープン大会の早押しクイズの出題を担当。
- 菅野莉央 ※鹿賀・中山&新山時代 初期 - 中期のエンディングのなぞなぞコーナー（視聴者プレゼントコーナー）担当。「時の番人」の娘という設定で、「時の番人の部屋」という専用セットで鹿賀とともに登場。
- 村井国夫 ※鹿賀・中山&新山時代 第5期のナレーション。
- バッキー木場 ※中山&新山時代 バトルロイヤル8からザ・タイムショック2019年度までのナレーション担当。
- 田中陽一郎 ※鹿賀・中山&新山時代 第5期の天の声を担当。
- 細谷佳正 ※ザ・タイムショック2020からのナレーション担当。

## 賞金
| 正解数 | 番組開始~1985年9月     | 1985年9月~1986年3月    |
| ------ | ---------------------- | ---------------------- |
| 1      | ¥1,000                 | ¥1,000                 |
| 2      | ¥2,000                 | ¥2,000                 |
| 3      | ¥3,000                 | ¥3,000                 |
| 4      | ¥4,000                 | ¥4,000                 |
| 5      | ¥5,000                 | ¥5,000                 |
| 6      | ¥10,000                | ¥10,000                |
| 7      | ¥20,000                | ¥20,000                |
| 8      | ¥30,000                | ¥40,000                |
| 9      | ¥40,000                | ¥60,000                |
| 10     | ¥50,000                | ¥100,000               |
| 11     | ¥100,000               | ¥150,000               |
| 12     | ¥1,000,000（旅行含む） | ¥1,000,000（旅行含む） |

| 正解数 | 賞金       |
| ------ | ---------- |
| 1      | ¥1,000     |
| 2      | ¥2,000     |
| 3      | ¥3,000     |
| 4      | ¥10,000    |
| 5      | ¥20,000    |
| 6      | ¥30,000    |
| 7      | ¥40,000    |
| 8      | ¥50,000    |
| 9      | ¥60,000    |
| 10     | ¥100,000   |
| 11     | ¥200,000   |
| 12     | ¥1,000,000 |

なお、田宮・山口時代では高校生以下の者が参加した場合には、賞金は現金ではなく図書券にて支払われていた（田宮・山口ともオープニングアナウンスでその旨を告げていた。ただし「特集・親子大会」など、親と同伴で出場する特集回では親側が賞金を受け取るのを条件として、現金にて支給された）。
| 正解数 | 初期        | 中期（第2期 - 第4期） バトルロワイヤル | 個人戦 （第3期・芸能人時） | 個人戦 （第5期） | 最終回 （エクストラステージ） | プライベート タイムショック |
| ------ | ----------- | -------------------------------------- | -------------------------- | ---------------- | ----------------------------- | --------------------------- |
| 1      | ¥10,000     | ¥0                                     | ¥0                         | ¥0               | ¥0                            | ¥0                          |
| 2      | ¥20,000     | ¥0                                     | ¥0                         | ¥0               | ¥0                            | ¥0                          |
| 3      | ¥50,000     | ¥0                                     | ¥0                         | ¥0               | ¥0                            | ¥0                          |
| 4      | ¥100,000    | ¥0                                     | ¥0                         | ¥0               | ¥0                            | ¥0                          |
| 5      | ¥200,000    | ¥0                                     | ¥0                         | ¥0               | ¥0                            | ¥0                          |
| 6      | ¥300,000    | ¥500,000                               | ¥100,000                   | ¥50,000          | ¥500,000                      | 積立金1倍                   |
| 7      | ¥500,000    | ¥1,000,000                             | ¥200,000                   | ¥100,000         | ¥1,000,000                    | 積立金2倍                   |
| 8      | ¥1,000,000  | ¥2,000,000                             | ¥400,000                   | ¥150,000         | ¥1,500,000                    | 積立金3倍                   |
| 9      | ¥2,000,000  | ¥3,000,000                             | ¥600,000                   | ¥200,000         | ¥2,000,000                    | 積立金4倍                   |
| 10     | ¥3,000,000  | ¥4,000,000                             | ¥800,000                   | ¥250,000         | ¥2,500,000                    | 積立金5倍                   |
| 11     | ¥5,000,000  | ¥5,000,000                             | ¥1,000,000                 | ¥500,000         | ¥5,000,000                    | 積立金6倍                   |
| 12     | ¥10,000,000 | ¥10,000,000                            | ¥2,000,000                 | ¥1,000,000       | ¥10,000,000                   | 積立金10倍                  |

トーナメント戦では、優勝者のみ賞金200万円を獲得。
| 正解数 | 賞金       |
| ------ | ---------- |
| 1      | ¥0         |
| 2      | ¥0         |
| 3      | ¥0         |
| 4      | ¥0         |
| 5      | ¥0         |
| 6      | ¥10,000    |
| 7      | ¥30,000    |
| 8      | ¥50,000    |
| 9      | ¥100,000   |
| 10     | ¥300,000   |
| 11     | ¥500,000   |
| 12     | ¥1,000,000 |

| 正解数 | 賞金       |
| ------ | ---------- |
| 1      | ¥0         |
| 2      | ¥0         |
| 3      | ¥0         |
| 4      | ¥0         |
| 5      | ¥0         |
| 6      | ¥0         |
| 7      | ¥100,000   |
| 8      | ¥200,000   |
| 9      | ¥300,000   |
| 10     | ¥400,000   |
| 11     | ¥500,000   |
| 12     | ¥1,000,000 |

超タイムショックの第1 - 4回の2次予選、準決勝、第1・2回の敗者復活戦（レギュラー問題）ではパーフェクト達成の場合、別途10万円獲得。優勝者のみ積立金を獲得。また、巡目が進んだことによって失格となる正解数は0円（賞金没収）となる。

## 著名人での全問正解達成者
田宮時代
- 加山雄三（1969年7月 - 8月放送分にて、6回出場して12問正解が4回。また最後の挑戦である1969年8月29日放送分にて最高視聴率29.0%を記録した）
- 宗方勝巳（1970年1月1日放送分にて）
- 浜木綿子（1970年1月1日放送分にて）
- 勝呂誉（1970年6月 - 8月放送分にて、11回連続出場して全問正解2回、無制限勝ち抜きルールで57人抜きという快挙をなし得た）
- 砂川啓介・大山のぶ代（1972年2月10日放送分、芸能人夫婦大会にて）
- 土居まさる（1974年10月3日放送、300回記念「特集・司会者ベスト8!」にて）
- 入川保則(1984年放送、天下の二枚目大会出場時に紹介された)

山口時代
- 神保美喜（1982年10月放送分にて）
- 大島渚（1983年12月放送分にて。問題は全て映画関係）
- 城戸真亜子（1984年8月放送分にて）

生島時代
- なし

鹿賀時代
- なし

中山&新山時代（太字は時計台着席によるパーフェクト達成者）
- 山口良一（現「タイムショック」ルール初のパーフェクト達成者）
- 上田晋也（くりぃむしちゅー）
- 高橋英樹
- 宮崎美子（2005年9月放送分の「レギュラー問題」100万円獲得、2006年9月放送分の「12アンサーズ・漢字書き取り」100万円獲得、2008年3月放送分の2次予選「12アンサーズ」10万円獲得などで達成）
- 山中秀樹（同時タイムショックにて達成）
- 麻木久仁子（2008年3月放送分、2008年6月放送分の1次予選の同時タイムショックと決勝1巡目、2008年9月放送分の1次予選の同時タイムショックと敗者復活戦、2010年3月放送分の敗者復活戦で達成）
- 辰巳琢郎（2008年6月放送分の1次予選の同時タイムショックと2010年1月放送分の敗者復活戦と決勝1巡目と2010年9月放送分の決勝2巡目で達成）
- 宇治原史規（ロザン・初登場の2008年6月放送分の2次予選と準決勝で計20万円獲得、2010年1月放送分の準決勝、2010年9月放送分の準決勝、2011年12月放送分の1回戦と準決勝、2012年12月放送分の2回戦と決勝1巡目で達成）
- 本村健太郎（2008年6月放送分の2次予選「12アンサーズ」10万円獲得、2008年9月放送分の2次予選で10万円獲得、2009年1月放送分の1次予選の同時タイムショック、2009年10月放送分の2次予選、2011年12月放送分の敗者復活戦、2012年4月放送分の決勝3巡目で達成）
- 山根良顕（アンガールズ・2009年3月放送分1次予選の同時タイムショックで達成）
- ラサール石井（2010年3月放送分の1次予選と敗者復活戦の同時タイムショックで一気に2回達成）
- 中田敦彦（オリエンタルラジオ・2010年3月放送分敗者復活戦の同時タイムショックで達成）
- やくみつる（2011年12月放送分の決勝2巡目他にて達成）
- 畠山健（シンデレラ・2011年10月放送分の準決勝と2011年12月放送分の準決勝で達成）
- 載寧龍二（2011年12月放送分の1回戦「12アンサーズ」で達成）
- 山西惇（2012年4月放送分の敗者復活戦で達成）
- 棚橋弘至（2013年9月放送分の1回戦「12キーワード」で達成）
- 金田一央紀（同上・予選の問題が2度に分かれていたが、2度とも達成）

ザ・タイムショック時代
- カズレーザー（メイプル超合金）
- 宮川一朗太
- 宮崎美子
- 八田亜矢子
- 三浦奈保子
- 松嶋桃

## エピソード

### 初代（1969年1月9日 - 1986年3月27日）
この番組は暗転から始まり暗転で終わるという進行だった。
初代司会者田宮は1969年1月9日（第1回放送）から司会を担当、当時田宮は映画界から追放され、歌手や営業で糊口をしのぐ生活を過ごしていた。本番組のソフトかつ軽妙な司会進行振りで再び人気を博し、テレビドラマへ進出するなど再ブレイクの契機となった。しかし、晩年は躁鬱病に悩まされており、自身から番組降板を申し入れ、1978年9月28日放送（第504回放送分）を持って山口に司会を交代した（その後田宮は「それではまた次の仕事でお目にかかります」とあいさつをしたが、同年12月28日に自殺している）。
予選会は日本全国で行われ、地方によっては約200人から多くて約1000人の応募者があった。その出場者の中で、北川宣浩が初代では唯一の偉業を達成した。その内容は、1977年（第458回放送分）に5週間連続勝ち抜きを達成して一回目の100万円を獲得、さらにその8年後の1985年（第864回放送分）に行われた「グランドチャンピオン大会」（過去の100万円獲得者を集めて実施）で、今度はパーフェクトを達成して二回目の100万円獲得を決めた。つまり、5週勝ち抜きとパーフェクトの異なる獲得形態で二度も100万円獲得を果たしている。
子供の出場に関しては、夏休みなどに放送された特集「小学生大会」「中学生大会」「高校生大会」「親子大会」などのみしか、原則的に認められていない。これは通常の出場者の集合時間が学校の授業中の午前11:30であったのと「本分を忘れずに勉強して下さい」（当時の大村正二プロデューサー談）という配慮で断っていたという。またキャロライン洋子は「特集・小学生大会」（放送年月不明）、「特集・中学生大会」（1976年9月2日放送）にそれぞれ出場しており、後者での結果は5問正解。「日本語での出題が聞き取りにくかった、英語だとそれよりいい結果になっていたかもしれない」とコメントしている。また、1978年9月28日放送の第504回「特集・親子大会-さよなら田宮二郎-」では四組の親子(8人)がクイズに挑戦。その中にはのちに幾多のクイズ番組で活躍する石野まゆみとその母親がおり、親9問＋子9問の計18問正解で同点決勝の末に優勝している。
800回記念特集では過去16年の放送で印象に残った場面を織り込み、芸能人挑戦者や、第1回放送が行われた1969年1月9日に生まれた当時高校生の少年、さらには山口が司会者として初めて挑戦した（結果は8問正解）。山口挑戦時の進行は出題者の矢島が担当。山口の挑戦の前にそれまでの解答者の成績とトップ賞の賞品紹介のあと、ナレーターの矢島が番号選択し、すでに解答席に座っている山口が「タイム・ショック!!」とコールし開始した。挑戦終了直後に「800」の文字が書かれたカーテンが、時計台の前に表れるという演出もあった。12問のクイズが終了した後、山口は「何問行った?」と言って結果を確認し、矢島が「8問です」と答えながら、エンディングで初めての顔出しをした。
山口時代最後の3週は特別企画が行われ、1週目（第886回）は珍芸・奇芸を持った子供7人による大会で挑戦後にはそれぞれ持ち芸が披露された。 2週目（第887回）では番組に携わった広告代理店・スポンサーの代表7人が挑戦。その中には金田正一の実弟で選手引退後は代理店に就職していた金田留広（現役時代にも1度出場経験あり）が参加していた。荏原製作所の女性社員が山口時代最後のトップ賞を獲得した。そして3週目（第888回）では過去に番組に多大な功績を残した人々を迎えての回顧録であった。この回ではタイムガールズから小林恵美子、大泉滉、北川宣浩、廣瀬雅子が特別にクイズに挑戦。矢島が第800回以来の顔出しで問い読みをしたが、結果は大泉が1問正解で最後のペナルティー経験者となった。大泉は芸能人大会、700回大会、800回大会の3回出場して全て3問以下で椅子が回転したが、最終回でも椅子が回転し、4度目のペナルティーを受けた。

### 生島時代（1989年10月18日 - 1990年3月21日）
3年半ぶりに鳴り物入りで復活したが、視聴率は最高で7.0%と低迷し、半年で打ち切られた。この時期に限り、挑戦者のことを「タイムショッカー」と呼んでいた。上述のタイムショック独特の問題は出題されず、問題自体の難易度も初代の頃よりは高かった。毎回特定の条件に沿った挑戦者を集め「○○大会」と銘打ち放送するという趣向であり、挑戦者は毎回芸能人と一般人の混成だった。正解数の多かった挑戦者にはトップ賞が贈られたが、前期は週代わりの品物（高級ブランドによるオーダーメードのジャケットやフグ料理など）、後期は週代わりの行先の海外旅行となっていた。なお、該当者が2人以上の場合は早押しクイズで決着をつけていた。1989年12月30日放送の懐かしアニメスペシャルの中では「懐かしアニメタイムショック」というコーナーでセット・司会者もそのままで懐かしアニメ問題限定のタイムショックを行った。
最終日は、2週に渡って実施（1990年3月14日・21日）。100人の参加者（ほとんどが、過去の挑戦者とクイズマニア）で一斉早押しクイズを行い、正解した人が挑戦できた。ショックポイントが最初の3問や最後の1問に仕掛けられていたり、12問全てにショックポイント（パーフェクトが絶対条件）が仕掛けられた問題もあった。また、全問YES・NOクイズが出題される問題もあったりと、最終回限定で色々な問題が出題されたが、結局最後まで生島司会期では1人もパーフェクトは無かった。
この時期は、過去の田宮・山口時代に出場経験がある挑戦者が多かった。

### 最強クイズ王決定戦シリーズ
「タイムショック 芸能界クイズマスター決定戦」と「超タイムショック」での19回と「ザ・タイムショック」での9回、計28回での優勝回数は以下の通り。
6回
- 宮崎美子（超タイムショック第1回、第12回-第13回、第16回、トーナメントSP第1回、ザ・タイムショック第2回）
- 宇治原史規（ロザン）（超タイムショック第2回、第9回-第11回、トーナメントSP第2回、ザ・タイムショック第3回）

4回
- カズレーザー（メイプル超合金）（ザ・タイムショック第4回-第6回、第9回）

3回
- やくみつる（超タイムショック第8回、第14回、ザ・タイムショック第7回）

2回
- 本村健太郎（超タイムショック第4回、第15回）
- 三浦奈保子(ザ・タイムショック第1回、第8回)

1回
- 松尾貴史（タイムショック 芸能界クイズマスター決定戦）
- 麻木久仁子（超タイムショック第3回）
- ピーター（超タイムショック第5回）
- 東貴博（超タイムショック第6回）
- 辰巳琢郎（超タイムショック第7回）
- 金田一央紀（超タイムショック 絶対クイズ王誕生SP）
- 太田裕二 (ザ・タイムショック第8回)
- 神谷明菜 (ザ・タイムショック第8回)

## タイムショック形式のクイズを行っている・いた番組
番組の登場後、他の番組でもパロディやオマージュされた企画などが登場した。ここではその番組をいくつか紹介する。

### テレビ番組内での1コーナー（テレビ朝日）
- 姫TV：「クイズタイム小学生」と題した、タイムショック形式のクイズを実施。司会・問読みはリッキー（ブッチャーブラザーズ）。全裸の女性（AV女優がほとんどだった）が白い7枚のパネルに立って回答。小学校の内容の問題が13問出題され1問間違えるごとにパネル1枚めくられる。1枚でも死守すると商品獲得と「クイズタイム中学生」に挑戦出来る。
- まっ昼ま王!!・濡れてにアワー!!：「ミリオンステージ・金満席」として、タイムショック形式のクイズを実施。
- ちゃんネプ：「時の番人」の扮装をした堀内健が、カップルの男性と共に彼女の寝起きを襲い、彼女に関するタイムショック形式のクイズを行う「寝起きタイムショック」があった。全問正解するとカップルに100万円が与えられるが、5問正解以下だと「トルネードスピン」と称して、彼女が堀内に両足を掴まれて振り回される罰ゲームが執行された(なお、6問以上正解でも、賞金が与えられる)。大抵は、規定正解数の5問に届かず、罰ゲームが執行された。

### テレビ番組内での1コーナー（他系列局）
- お笑いマンガ道場（中京テレビ制作）：「マンガ・タイムショック」というゲームコーナーで、タイムショック形式でイラストでしりとりをする（「恐怖のしりとりマンガ」と同じ）。60秒以内に書き終わらないと風船が破裂する。ただし、女性パネラーには（成功していないのに風船が破裂しないなど）甘いコーナーだったため、2回しか行われなかった。なお中京テレビは本家のネット実績こそないがかつてNET系列でもあった。
- オレたちひょうきん族：1983年11月26日放送の『タケちゃんマン』・「タケちゃんマンのクイズ必勝法の巻」にて、「クイズ皆無ショック」という本番組のパロディが登場。司会は九十九一。黒田（明石家さんま）とクイズマニアの竹造（ビートたけし）が、1分間全6問のクイズに挑戦。黒田は全問正解するが、竹造の方は1問も答えられず、座ったまま空の彼方へ打ち上げられた。
- 突然ガバチョ!（MBS）:「クイズタイムチョップ」MAKOTO（現・北野誠）が出演のコーナー。1人のゲストが登場し、1分間12問のクイズに挑戦するものだが、北野が時計台セットに張り付けられ（いわゆる「人間時計」）、不正解になると風船が割れ、中に入っている紙吹雪や白い粉が飛び出す。場合によっては北野が粉をかけられることになる。なおMBSはかつての本家のネット局である。
- 全国高等学校クイズ選手権（日本テレビ）：一時期、全国大会の準決勝において、「勝負の1分間クイズ」という名目でタイムショック形式のクイズを実施した。
- アメリカ横断ウルトラクイズ（日本テレビ）：「日の出タイムショック」｢アヒルタイムショック｣「空席待ち列車タイムショック」と題して制限時間付きのクイズを実施。方式は早押しクイズであり、『クイズタイムショック』とはルールがまったく異なる[注 56]。それとは別に、1つのチェックポイントで複数の形式のクイズをするという企画の中に「クイズショックタイム」というタイムショック形式のクイズがあった。また、ウルトラクイズの上位進出者でタイムショックにも出場した者が多く[注 57]、タイムショックでも好成績を収めた者が多かった。
- 総天然色バラエティー 北野テレビ（TBS）：出題されたお題に瞬時にダジャレで答える、タイムショック風の「ダジャレタイムショック」というコーナーがあった。
- 所さんのただものではない!（フジテレビ）：「デジタルピンコンゲーム」というコーナー。間下このみら子ども側のレギュラー陣が出題し、1分間で何問答えられるかというルール。30秒を過ぎた時点でBGMが流れる。最終的にポイントの多い回答者に所さん人形が貰える。
- 特捜!芸能ポリスくん（TBS）： 島田紳助司会。第1回戦で「タイムショック・リターンズ」を実施。1分間12問全問正解すると、車がプレゼントされる。大島さと子のみ達成。
- 紳助の人間マンダラ（関西テレビ）：特捜!芸能ポリスくんと同時期、1時間全て出演者による「クイズタイムボコボコ」という企画を定期的に放送した。
- クイズ!ヘキサゴンII（フジテレビ）：スペシャル限定で「ベルトクイズ!タイムショック!ショック!」というコーナーが行われていた。タイムショック形式のクイズに、間違える度に早くなるルームランナーに走って耐える要素を追加。スピードに耐え切れないとプールに落下する。落下した時点でクイズは打ち切られ、賞金は没収される。
- フジリコ（よみうりテレビ）:1時間以内に多くの店を訪ねて、食べた物が最も少なかった出演者（ココリコと藤井隆の3人）が電気ショックの刑を受けるという「タイム食60」のコーナーがあった。
- リンカーン（TBS）：出題されたお題に瞬時に面白いボケを答える、タイムショック風の「ボケタイムショック」というコーナーがあった。
- めちゃ×2イケてるッ!（フジテレビ）：2016年9月24日放送分で「クイズメチャタイムショック」が行われた。過去のめちゃイケ関係の問題が1分間12問出題され、8問以下の正解でスピン後、岡村隆史扮する担任が待つ教室に直結と言う演出がなされた。なお冒頭で田宮時代の本家オープニング音楽が使われた。その後、セットを流用したコーナー「クイズ自分ショック」では挑戦者となる芸人が約1分間の間に自分に関する問題10問を全問正解すると100万円獲得となるが、10問目では暴露的な問題を出されることになる。全問正解しなければ椅子が回転させられる。
- 新しいカギ（フジテレビ）:「クイズ何問目?」と言うコントにて当番組のパロディが行われている。「超タイムショック」時代と「ザ・タイムショック」を掛け合わせたようなセットで長田庄平（チョコレートプラネット）演じるヒダカ（名前は後述のモデルチェンジで判明）が回答者となり当番組でも頻繁に登場する「今、何問目?」をアレンジした問題10問に答え続ける。最後は小学生の算数をアレンジした問題が登場し、それに長田が誤答しアウトとなり回転椅子が作動するというオチがつく。
  - 番組の放送時間が土曜8時に変更になった際にには「高校生クイズ何問目？」というクイズコーナーへリニューアルされた。前述のヒダカとヤノ（松尾駿・チョコレートプラネット）の2人がMCととなり「今、何問目?」のアレンジ問題(例:「〇〇が✕✕の順に問題を解くとすると、△△は何問目？」なお時間制限は廃止)に、番組から選ばれた高校生3人1組（2回目以降は学力が高い岡部大（ハナコ）とカメラ・アイ能力を持つ霜降り明星の3人が番組代表チームとして参加）が優勝を目指して予選・決勝の2ステージに挑む。

### ラジオ番組内での1コーナー
- 三菱ふそう全国縦断・榎さんのおはようさん〜!（TBSラジオ）：週2回（月・金曜）、「1分間で20問!スピードクイズ!!」というコーナーがあった。タイムショック形式のクイズで1分間で20問出題され、正解数に応じて賞金がもらえるが、判定がかなり甘く、答えられないと司会者がどんどんヒントを出していき、最後には答えをそのまま言ってその通り言わせるようなこともあった。
- 中島浩二アワー・THE3P（KBCラジオ＜福岡地区のみ放送＞）：「クイズ・おのぼりさん」電話で参加する対戦クイズで賞金5000円を獲得すると、「クイズ・おのぼりショック」に挑戦する。1分間10問（1問につき6秒）のタイムショック形式のクイズで、全問正解すると4人そろって東京ディズニーランド旅行と副賞の賞金1万円がプレゼントされた[注 58]。
- さくらいさんとやまうちくん（HBCラジオ＜北海道地区のみ放送＞）：休日限定で「クイズ!ポテトショック」と題したコーナーがあった。タイムショック形式のクイズに挑戦し、その後、パーティーゲームの「ポテトショック」で間違えた問題数のみポテトが引かれる。はずれ2本を引かずクリアーすると賞金9999円を獲得できた。
- カーナビラジオ午後一番!（HBCラジオ＜北海道地区のみ放送＞）：「カーナビタイムショック」一般リスナーが解答者として参加、タイムショック形式のクイズに10問挑戦する。1問当たりの時間は5秒以上ある。賞金は1問正解ごとに500円、10問全問正解で10000円獲得できる。
- アサデス。ラジオ（KBCラジオ＜福岡地区のみ放送＞）：「アサデス。タイムショック」として実施。リスナー（日によっては当日のゲスト）が電話口（ゲストの場合はMCの前）で12問のクイズに挑戦する。12問全問正解で1万円、10問・11問正解で3000円のクオカードがプレゼントされる。なお、正解が3問以下の場合は解答者ではなく番組のサブMC（パートナー）がペナルティを受ける。

## 放映ネット局

### クイズタイムショック（田宮・山口時代 1969年1月 - 1986年3月）
放送開始当初は日本の民放にはまだオープンネット局状態が色濃く残っており、テレビ朝日系列局が少なかったこともあって系列を超えて、また当時は1・2局しかない地域でも、同時ネットされることが多かった。中には、時折所属系列の19時台後半の番組が19時から拡大して放送されたときでも、通常通り本番組をネットして19時半から飛び乗る現象もみられた。TBS系の場合、1975年4月から1984年9月まで木曜19時台がローカル枠であったことも大きかった。
系列は放送終了当時（打ち切り時はネット打ち切り時）のもの。
| 放送対象地域   | 放送局             | 系列                                         | ネット形態 | 備考 |
| -------------- | ------------------ | -------------------------------------------- | ---------- | --- |
| 関東広域圏     | テレビ朝日         | テレビ朝日系列                               | 制作局     | 1977年3月までNETテレビ |
| 北海道         | 北海道テレビ       | テレビ朝日系列                               | 同時ネット | |
| 青森県         | 青森テレビ         | NETテレビ系列 TBS系列                        | 同時ネット | 1975年3月まで |
| 青森県         | 青森放送           | 日本テレビ系列 テレビ朝日系列                | 遅れネット | 1975年4月から |
| 岩手県         | テレビ岩手         | 日本テレビ系列 テレビ朝日系列                | 同時ネット | |
| 岩手県         | 岩手放送           | TBS系列                                      | 遅れネット | 現：IBC岩手放送 |
| 宮城県         | 仙台放送           | フジテレビ系列 日本テレビ系列                | 同時ネット | 1969年3月まで |
| 宮城県         | 東北放送           | TBS系列                                      | 同時ネット | 1969年4月から1970年9月まで |
| 宮城県         | ミヤギテレビ       | 日本テレビ系列 NETテレビ系列                 | 同時ネット | 1970年10月開局から1975年9月まで |
| 宮城県         | 東日本放送         | テレビ朝日系列                               | 同時ネット | 1975年10月開局から |
| 秋田県         | 秋田放送           | 日本テレビ系列                               | 遅れネット | 1975年4月から1981年3月まで |
| 秋田県         | 秋田テレビ         | フジテレビ系列 テレビ朝日系列                | 同時ネット | 1981年4月2日から |
| 山形県         | 山形テレビ         | フジテレビ系列 テレビ朝日系列                | 同時ネット | 1980年3月まで |
| 山形県         | 山形放送           | 日本テレビ系列 テレビ朝日系列                | 遅れネット | 1980年4月から |
| 福島県         | 福島中央テレビ     | 日本テレビ系列 テレビ朝日系列                | 同時ネット | 1970年4月開局 から1981年9月まで |
| 福島県         | 福島放送           | テレビ朝日系列                               | 同時ネット | 1981年10月開局から |
| 山梨県         | 山梨放送           | 日本テレビ系列                               | 遅れネット | 1974年3月30日から1986年4月12日まで |
| 新潟県         | 新潟総合テレビ     | フジテレビ系列 テレビ朝日系列                | 同時ネット | 現：NST新潟総合テレビ 1969年4月から1983年9月まで |
| 新潟県         | 新潟テレビ21       | テレビ朝日系列                               | 同時ネット | 1983年10月開局から |
| 長野県         | 長野放送           | フジテレビ系列                               | 遅れネット | 1973年10月5日から1980年8月29日まで |
| 長野県         | テレビ信州         | 日本テレビ系列 テレビ朝日系列                | 遅れネット | 1980年10月5日から、1983年9月25日打ち切り |
| 静岡県         | 静岡けんみんテレビ | テレビ朝日系列                               | 同時ネット | 現：静岡朝日テレビ、1978年7月から |
| 富山県         | 北日本放送         | 日本テレビ系列                               | 遅れネット | 1974年6月6日ネット開始。 1985年9月19日までは木曜 19:00 - 19:30の同時ネットであったが、 1985年10月8日から1986年3月25日の最終回前回までは火曜 19:00 - 19:30にて放送。 |
| 石川県         | 北陸放送           | TBS系列                                      | 遅れネット | 1973年11月4日ネット開始。 開始当初は日曜 17:13 - 17:43の放送であった。 1975年5月23日時点では金曜 18:00 - 18:30にて放送 1975年11月16日から1982年3月28日までは日曜 17:30 - 18:00、 1982年4月4日から同年9月26日までは日曜 17:00 - 17:30 、1986年4月4日最終回時点では金曜 11:00 - 11:30にて放送。 |
| 福井県         | 福井放送           | 日本テレビ系列                               | 遅れネット | 1985年9月26日までは木曜 19:00 - 19:30の同時ネットであったが、 1985年10月8日から1986年4月1日最終回までは火曜 19:00 - 19:30にて放送。 |
| 中京広域圏     | 名古屋テレビ       | テレビ朝日系列                               | 同時ネット | |
| 近畿広域圏     | 毎日放送           | NETテレビ系列                                | 同時ネット | 1975年3月27日放送で打ち切り |
| 近畿広域圏     | 朝日放送           | テレビ朝日系列                               | 同時ネット | 現：朝日放送テレビ 1975年4月3日から開始、腸捻転解消に伴う移行 |
| 鳥取県・島根県 | 日本海テレビ       | 日本テレビ系列                               | 遅れネット | [ 16 ] |
| 岡山県         | 岡山放送           | フジテレビ系列 NETテレビ系列                 | 遅れネット | 1969年4月開局から、1974年ごろ打ち切り られるも再開し1978年9月時点では日曜10:30-11:00に放送 放送当時の愛称：テレビ岡山、当時の放送エリアは岡山県のみ |
| 広島県         | 広島ホームテレビ   | テレビ朝日系列                               | 同時ネット | 1970年10月1日（サービス放送開始初日）から それ以前の中国放送（TBS系列）・広島テレビ放送（放送当時フジテレビ系列・日本テレビ系列）での放送歴なし |
| 山口県         | テレビ山口         | TBS系列 フジテレビ系列 テレビ朝日系列        | 同時ネット | 1978年9月まで |
| 山口県         | 山口放送           | 日本テレビ系列 テレビ朝日系列                | 遅れネット | 1978年10月から |
| 徳島県         | 四国放送           | 日本テレビ系列                               | 遅れネット | 1984年4月から |
| 香川県・岡山県 | 瀬戸内海放送       | テレビ朝日系列                               | 同時ネット | 1979年3月までの放送エリアは香川県のみ 1979年4月の電波相互乗り入れに伴い岡山県にもエリア拡大 |
| 愛媛県         | テレビ愛媛         | フジテレビ系列                               | 同時ネット | 1973年10月から最終回まで |
| 高知県         | 高知放送           | 日本テレビ系列                               | 遅れネット | 1979年4月時点で日曜16:40-17:10、1985年10月時点で水曜11:00-11:30に放送。 |
| 福岡県         | 九州朝日放送       | テレビ朝日系列                               | 同時ネット | |
| 長崎県         | 長崎放送           | TBS系列                                      | 遅れネット | [ 注 68 ] |
| 熊本県         | テレビ熊本         | フジテレビ系列 テレビ朝日系列 日本テレビ系列 | 遅れネット | 月曜 18:00-18:30（1974年4月時点） →木曜 19:00-19:30（1982年3月時点） →月曜 19:00-19:30（1982年9月時点）に放送 |
| 大分県         | テレビ大分         | 日本テレビ系列 フジテレビ系列 テレビ朝日系列 | 同時ネット | |
| 宮崎県         | テレビ宮崎         | 日本テレビ系列 フジテレビ系列 テレビ朝日系列 | 同時ネット | [ 注 69 ] |
| 鹿児島県       | 鹿児島テレビ       | 日本テレビ系列 フジテレビ系列 テレビ朝日系列 | 同時ネット | 1982年9月まで |
| 鹿児島県       | 鹿児島放送         | テレビ朝日系列                               | 同時ネット | 1982年10月開局から |
| 沖縄県         | 沖縄テレビ         | フジテレビ系列                               | 遅れネット | 1974年4月から9月まで |

なお、この元祖のみオープニングではネット局の紹介テロップが略称で流されていた（田宮時代初期 - 山口時代最終回まで、遅れネット局も含む全ての当時のネット局が表示された）。また、静岡けんみんテレビ（現：静岡朝日テレビ）は1978年7月1日の開局以降、テレビ朝日と同時ネットであったが、司会交代とスタジオセットの一部が変更した同年10月5日放送分までネット局の紹介テロップにて表記されなかった。

### クイズタイムショック（生島時代 1989年10月 - 1990年3月）
系列は放送当時のもの。
| 放送対象地域   | 放送局             | 系列                                         | ネット形態 | 備考               |
| -------------- | ------------------ | -------------------------------------------- | ---------- | ------------------ |
| 関東広域圏     | テレビ朝日         | テレビ朝日系列                               | 制作局     |                    |
| 北海道         | 北海道テレビ       | テレビ朝日系列                               | 同時ネット |                    |
| 宮城県         | 東日本放送         | テレビ朝日系列                               | 同時ネット |                    |
| 福島県         | 福島放送           | テレビ朝日系列                               | 同時ネット |                    |
| 新潟県         | 新潟テレビ21       | テレビ朝日系列                               | 同時ネット |                    |
| 長野県         | テレビ信州         | 日本テレビ系列 テレビ朝日系列                | 同時ネット |                    |
| 静岡県         | 静岡けんみんテレビ | テレビ朝日系列                               | 同時ネット | 現：静岡朝日テレビ |
| 石川県         | 石川テレビ         | フジテレビ系列                               | 遅れネット | [ 注 72 ]          |
| 中京広域圏     | 名古屋テレビ       | テレビ朝日系列                               | 同時ネット |                    |
| 近畿広域圏     | 朝日放送           | テレビ朝日系列                               | 同時ネット | 現：朝日放送テレビ |
| 広島県         | 広島ホームテレビ   | テレビ朝日系列                               | 同時ネット |                    |
| 香川県・岡山県 | 瀬戸内海放送       | テレビ朝日系列                               | 同時ネット |                    |
| 福岡県         | 九州朝日放送       | テレビ朝日系列                               | 同時ネット |                    |
| 熊本県         | 熊本朝日放送       | テレビ朝日系列                               | 同時ネット |                    |
| 宮崎県         | テレビ宮崎         | フジテレビ系列 日本テレビ系列 テレビ朝日系列 | 遅れネット |                    |
| 鹿児島県       | 鹿児島放送         | テレビ朝日系列                               | 同時ネット |                    |

### タイムショック21/タイムショック/新タイムショック/超タイムショック（鹿賀・中山&新山時代）→ ザ・タイムショック（中山&大下時代）
●はスペシャル版ネット局。
| 放送対象地域   | 放送局             | 系列                                         | レギュラー時代のネット形態 | 備考      |
| -------------- | ------------------ | -------------------------------------------- | -------------------------- | --------- |
| 関東広域圏     | テレビ朝日         | テレビ朝日系列                               | 制作局                     | ●         |
| 北海道         | 北海道テレビ       | テレビ朝日系列                               | 同時ネット                 | ●         |
| 青森県         | 青森朝日放送       | テレビ朝日系列                               | 同時ネット                 | ●         |
| 岩手県         | 岩手朝日テレビ     | テレビ朝日系列                               | 同時ネット                 | ●         |
| 宮城県         | 東日本放送         | テレビ朝日系列                               | 同時ネット                 | ●         |
| 秋田県         | 秋田朝日放送       | テレビ朝日系列                               | 同時ネット                 | ●         |
| 山形県         | 山形テレビ         | テレビ朝日系列                               | 同時ネット                 | ●         |
| 福島県         | 福島放送           | テレビ朝日系列                               | 同時ネット                 | ●         |
| 新潟県         | 新潟テレビ21       | テレビ朝日系列                               | 同時ネット                 | ●         |
| 長野県         | 長野朝日放送       | テレビ朝日系列                               | 同時ネット                 | ●         |
| 静岡県         | 静岡朝日テレビ     | テレビ朝日系列                               | 同時ネット                 | ●         |
| 石川県         | 北陸朝日放送       | テレビ朝日系列                               | 同時ネット                 | ●         |
| 中京広域圏     | 名古屋テレビ       | テレビ朝日系列                               | 同時ネット                 | ●         |
| 近畿広域圏     | 朝日放送テレビ     | テレビ朝日系列                               | 同時ネット                 | ●         |
| 広島県         | 広島ホームテレビ   | テレビ朝日系列                               | 同時ネット                 | ●         |
| 山口県         | 山口朝日放送       | テレビ朝日系列                               | 同時ネット                 | ●         |
| 香川県・岡山県 | 瀬戸内海放送       | テレビ朝日系列                               | 同時ネット                 | ●         |
| 愛媛県         | 愛媛朝日テレビ     | テレビ朝日系列                               | 同時ネット                 | ●         |
| 福岡県         | 九州朝日放送       | テレビ朝日系列                               | 同時ネット                 | ●         |
| 長崎県         | 長崎文化放送       | テレビ朝日系列                               | 同時ネット                 | ●         |
| 熊本県         | 熊本朝日放送       | テレビ朝日系列                               | 同時ネット                 | ●         |
| 大分県         | 大分朝日放送       | テレビ朝日系列                               | 同時ネット                 | ●         |
| 鹿児島県       | 鹿児島放送         | テレビ朝日系列                               | 同時ネット                 | ●         |
| 沖縄県         | 琉球朝日放送       | テレビ朝日系列                               | 同時ネット                 | ●         |
| 富山県         | チューリップテレビ | TBS系列                                      | 遅れネット                 |           |
| 福井県         | 福井放送           | 日本テレビ系列 テレビ朝日系列                | 遅れネット                 |           |
| 島根県・鳥取県 | さんいん中央テレビ | フジテレビ系列                               | 遅れネット                 | [ 注 74 ] |
| 高知県         | 高知放送           | 日本テレビ系列                               | 遅れネット                 |           |
| 宮崎県         | テレビ宮崎         | フジテレビ系列 日本テレビ系列 テレビ朝日系列 | 遅れネット                 |           |

山形県では生島時代を除けばYTS→YBC→YTSとタイムショックシリーズは放送された事になる。

## スタッフ

### クイズタイムショック（1969年1月 - 1986年3月）
- 構成：多村映美（一時期「田村映美」と表記されることもあった）
- 問題作成：企画集団Q、高橋昌道、菊池一隆彌（構成担当の多村映美が主宰で『クイズ・チャンス・チャンス』や『象印クイズ ヒントでピント』などの同局におけるクイズ番組の問題作成も担当）
- 美術：中込清皓（テレビ朝日）（初期機器制作：富士オートメーション） 『象印クイズ ヒントでピント』美術も担当
- プロデューサー：杉崎充男、森尚武（企画兼プロデューサー、第1回〜不明）[4]、後藤武彦[26]、小松伸二、松村春彦、中島睦夫、下川靖夫、大村正二、北村英一、浅見文吉（末期）、三倉文宏（最末期（末期にはディレクターを担当））ほか
- ディレクター：阿部幸雄、神田光之、武田伸彦ほか
  - 田宮時代-山口時代（初期）にはエンディングテロップにおいて、ディレクター・プロデューサーともに「担当」と表記されていた。

### クイズタイムショック（1989年10月 - 1990年3月）
- 構成：関秀章
- クイズ作成：グループO.T.O.、高橋一夫、伊藤忠司、岩崎元哉、清水正人
- クイズチェック・リサーチ：菊池一隆彌、五藤百合子、高橋昌道、藤原みち枝
- ディレクター：佐藤彰、平城隆司、河口勇治
- プロデューサー：大村正二

### タイムショック21/タイムショック/新タイムショック/超タイムショック/ザ・タイムショック

#### 2022年9月現在
- ナレーション：細谷佳正（2020年10月〜）
- 出題：日暮哲也（2017年3月〜）、柳沢真由美（超タイムショックまではナレーション）
- 構成：中野俊成、竹村武司、水野圭祐
- 問題監修：仲野隆也
- 問題作成(2017年3月〜)：西村未央、遠藤和成、壯庭回（西村・遠藤→2018年9月〜、壯庭→2022年9月〜）
- TM：大槻和也（テレビ朝日）
- TD：千ヶ崎裕介（2021年8月〜）
- カメラ：佐藤邦彦（2021年8月〜）
- VE：瀬尾将太（2022年9月〜）
- 照明：驛伸之
- AUD：江尻和茂
- クレーン：永嶋佳祐（2022年9月〜）
- PA：宇都宮晋也
- 美術：山本和記
- 美術デザイン：森みどり
- 美術進行：十時健太（2022年9月〜）
- 大道具：久保里志、岩崎琢真（岩崎→2022年9月〜）
- 小道具：塚谷将朗
- 電飾・特殊装置：黒野堅太郎、佐藤優
- 特効：大野晃一（2022年9月〜）
- モニター：井深慎也（井深→2022年3月〜）、谷口理紗（谷口→2022年9月〜）
- ヘアメイク(2021年8月〜)：川口カツラ店（2021年8月〜）
- トラス(2021年8月〜)：ヴァネッチャ企画（2021年8月〜）
- オブジェ(2021年8月〜)：長野敦子（2021年8月〜）
- CGデザイン(2017年3月〜)：小林宏嗣、平田英（小林→2017年3月〜2019年9月、2022年3月〜、平田→2022年3月〜）
- 編集：森川隆孝(2017年9月〜)、小原洋一(2018・2019年9月〜)
- MA：宝月健(2017年9月〜)
- 音効：岡田淳一(2020年10月〜)、浅利聡美(2021年8月〜)
- 作曲(2020年10月〜)：白石和也、木村光成
- 技術協力：テイクシステムズ、共立ライティング、IMAGICA、ロッコウ・プロモーション、日放、東京オフラインセンター(東京→2019年4月〜)
- 美術協力：テレビ朝日クリエイト、テルミック、テレビ朝日サービス（サービス→2020年10月〜）
- 編成：熊谷和也・辻慈生（テレビ朝日、共に2022年9月〜）
- 宣伝：佐々木智世（テレビ朝日、2017年3月、2019年4月〜）
- TK：高橋由佳（2020年10月〜）
- リサーチ：伊藤匡、小野塚尚子
- FD：山本恵至（2022年3月〜）、長戸洋明（2022年9月〜）
- デスク：小林裕美子（テレビ朝日、2017年3月〜）
- AP：太田兼二(仁)（ビー・ブレーン）、三ツ木景、井ノ口功基（ディーウォーカー）、山森菜摘（太田・山森→2018年9月〜、井ノ口→2021年8月〜、太田→以前はプロデューサー→一時離脱）
- ディレクター：米山聡（テレビ朝日）、三浦信一、稲村隆、魚地しげる、冨山莉己、内田義之、池田智宏、中間拓郎、内田和之、長谷川裕貴（冨山・中間→2017年3月〜、稲村・池田→2018年9月〜、内田→2019年4月、2020年10月、2022年3月〜、米山→2020年10月〜、長谷川→2022年3月〜、内田和→2022年9月〜）
- 制作協力：ZOOM ENTERPRISE、フロンティアーズ、BLUES MOBILE、BEE BRAIN、D.Walker(フロン以降→2018年9月〜、ビーは一時離脱→復帰、D→2022年3月〜)
- プロデューサー：須藤勝（ビー・ブレーン、以前は演出→一時離脱→2018年9月〜）、亀森幸二（フロンティアーズ、2020年10月〜、2018年9月〜2019年9月までディレクター）、井上淳矢（ブルースモービル、2019年4月〜、2018年9月はディレクター）
- 演出：郷力大也（テレビ朝日、2017年3月〜）
- ゼネラルプロデューサー：髙橋正輝（テレビ朝日、2020年10月〜、2017年3月〜2019年9月までP、以前は編成)
- エグゼクティブディレクター：畔柳吉彦（テレビ朝日、2020年10月〜、2007年秋から2009年春までCP、2009年秋から2014年春までP、2014年秋から2019年9月までGP、以前は総合演出担当）
- 制作：テレビ朝日ビジネスソリューション本部コンテンツ編成局第1制作部
- 制作著作：テレビ朝日

#### 過去
- 企画：上松道夫、渡邊健一、テレビ朝日クイズプロジェクト、武居康仁（『タイムショック21』末期より）
- 構成：右近亨、安達元一、中村結美、相澤昇、湊星子、石田雄二郎
- クイズ作家：相川幸男、佐藤允彦、工藤幸、中丸智司、米川榮一、青井曽良、内海邦一、柴田健太郎、森龍介、田中健一、横山龍太、長戸勇人、穂坂知宏、晨原大輔
- 問題作成(2017年3月〜)：豊田治、横山稔、滝口佳世（全員→2018年4月まで）、中川久喜（中川→2021年8月〜2022年3月）
- 出題：矢島正明（2019年9月「敗者復活戦」のみの出題者として約3年振りに復活またとOP口上も再現した）
- ナレーション：下平さやか・市川寛子（テレビ朝日アナウンサー）、今村卓博、飯塚昭三、田中良典、バッキー木場（バッキ一→2019年9月まで）他
- TM：大島秀一・福元昭彦（テレビ朝日）
- TD：住田清志
- カメラ：掛橋翔太
- VE：渡部彪、細谷公助（細谷→2022年3月）
- クレーン：芹澤勇樹、竹中崇将（竹中→2021年8月〜2022年3月）
- 美術：中塚宏（テレビ朝日）、出口智浩（出口→2021年8月〜2022年3月）
- 美術デザイン：近藤千春
- 美術進行：髙木由樹
- 大道具：深谷浩之、三浦侑記（三浦→2022年3月〜）
- 特効：釜田智志、吉川剛史（吉川→2022年3月）
- モニター：鈴木久、下園拓也(下園→2017年9月〜2020年10月)、野口一馬、松岡徹（松岡→2021年8月〜2022年3月）
- CG：グレートインターナショナル
- CGデザイン(2017年3月〜)：修田佳祐(2019年4月〜2021年8月)、野沢栄二(2017年3月〜2021年8月)
- RCG：占部三四郎、羽田野英治、菅野夏木（菅野→2017年3月〜2018年4月）、岸本淳平(2017年3月〜2018年9月)、加藤喬、首藤健太(首藤→2019年4月〜9月)
- 編集：鈴木教文、小野坂智(小野坂→2019年4月)
- MA：津田秀樹
- 音効：有坂香、中村充（共に→2019年9月まで）
- TK：多田羅英子（2019年9月まで）
- テーマ曲：安久雄滋
- 技術協力：アーツポート企画、TSP（TSP→2019年9月まで）
- リサーチ：喜多あおい、羽田正樹（羽田→2017年3月、2020年10月〜2022年3月）
- デスク：原利加子（テレビ朝日）
- AP：志波佳代子（テレビ朝日）、濱川祐美(2017年9月〜2018年4月まで) 、葆積伸介(2018年9月〜2019年4月まで)、嶋田亮(嶋田→2020年10月)
- ディレクター：本井健吾・倉島章二・増田哲英（テレビ朝日）、植竹克之、松岡浩、藤本創、伊東伸一郎、小峰智、古武直城、山崎敏光、内田雅行、石田夏樹、馬場良仁、長谷川光生、伊藤雄太、大西慶樹、竹前光昭、進藤貴行、坂井宏爾、安納隆仁、本田秀次、中根拓也、石武士、黒田源治、中沖貴広、鈴木恵介、岡村勝久、藤井雅彦、高橋寛之、岡本光弘、奥田隆英（奥田→以前は演出►一時離脱）、白根伸一、石本靖二郎、山口肇、高野徹、熊澤美麗、齋藤拓弘、鈴木剛（熊澤以降→2017年3月、鈴木→2022年3月）、小松隼人、井筒栄志（共に→2017年3月〜2018年4月まで）、柳瀬寿明、四方田翔平（共に→2017年9月〜2018年4月まで）、山泉貴弘（2017年3月〜2018年9月）、間瀬雄亮（2018年9月）、鈴木雅貴（鈴木→2018年9月〜2019年9月)、蓬田貴明（蓬田→2019年9月)、津田恭平、神戸謙太郎（津田→2019年4月、2020年10月、神戸→2019年9月〜2020年10月）、大貫隼人（2021年8月）、豊後翼（2018年9月〜2021年8月）、今井夕輝（2021年8月〜2022年3月）
- フロアーディレクター：米嶋悟志、羽根田梅子、長岡均、堀脇慎志郎、川名良和（川名→LOGIC、2019年4月〜9月）
- 編成：金澤美保・吉見尚子・森大貴・寿崎和臣・吉村周・池田佐和子・西岡佐知子・大沢解都・須藤なぎさ・瀧川恵・高崎壮太・芝高啓介・沼田真明・新谷拓也・三浦靖雄・馬渕真太朗・久保田春記・宇喜多宏美・吉添智威(大沢・須藤→2017年3月、瀧川・高崎→2017年9月〜2018年4月、芝高→2018年9月〜2019年4月、沼田・新谷→2019年9月、三浦→2018年9月〜2019年4月、2020年10月、馬渕→2020年10月、久保田→2021年8月、宇喜多→2021年8月〜2022年3月、吉添→2022年3月)（テレビ朝日）
- 宣伝：三本真一・西山隆一・西田沙希（テレビ朝日、西田→2017年9月〜2018年9月）
- 制作進行：奥村彰浩（テレビ朝日）、竹山知子
- プロデューサー：杉村全陽・小林正（テレビ朝日）、黒木明紀（ノンプロダクション）、上條昌樹（トップシーン）、三浦雅登（ビー・ブレーン）、三枝英治・神成欣哉(神成→2017年3月のみ)（ZOOM ENTERPRISE）
- チーフプロデューサー：山本隆司（テレビ朝日）、青山幸光（テレビ朝日、以前はエグゼクティブプロデューサー）
- ゼネラルプロデューサー：藤井智久（テレビ朝日、2009年秋から2014年春まで）
- 制作協力：ノンプロダクション、トップシーン、ウインズウイン(ウィンズ→2018年4月まで)

### 制作・著作
- テレビ朝日（1977年3月まではNET）

## 関連グッズ

### 書籍
- 五秒間クイズ : タイムショック 頭の回転が素早くなる本! （日本文芸社／多村映美編）-1970年に発売。現在は絶版。
- クイズタイムショック 1 - 4（テレビ朝日出版部／多村映美編） - 1977年に第1巻発売。田宮・山口時代に発刊。現在は絶版。

### レコード・CD
- クイズタイムショック RECORD GAME（発売元・ワーナーパイオニア）
1978年2月リリース。初代司会者・田宮二郎の語りと矢島正明の問い読みの構成。
（入門コース10ゲーム・中級コース6ゲーム・上級コース4ゲーム・プロフェッショナルコース16ゲーム（映画・演劇、社会・歴史、スポーツ、芸能・音楽各々4ゲームずつ）・エキスパートコース4ゲームの合計40ゲーム+解答用紙を収録。
（表ジャケット）5週勝ち抜きチャンピオン（天井から紙吹雪と風船が降っている瞬間）をお迎えする田宮・丹羽・タイムガールズと、ストップウォッチを構える田宮の2枚。田宮がチャンピオンと握手し、丹羽が5週勝ち抜き記念のトロフィー、タイムガールズの左側の人が海外旅行の目録、同じく右側の人が花束を持ってそれぞれチャンピオンに手渡そうとしている。
（裏ジャケット）5週勝ち抜き達成者の周りに、番組のセッティングをするスタッフ。
- オリジナル版 懐かしのTV番組テーマ大全集（CBSソニー）
田宮時代のオープニングテーマ（作曲：山下毅雄）が収録されている。
冒頭の矢島正明の口上は、「親子連れ、花柄シャツにジーンズはいて、赤いヘアーに色グラス、どっちが親だー!!」というものだった。これは田宮最終出演分（第504回）である（田宮時代なので、観客の笑いは無い）。
- 早すぎた奇才・山下毅雄の全貌〜ドラマ編〜（日本クラウン）
田宮時代のオープニングテーマ、山口時代のエンディングテーマ（共に作曲：山下毅雄）が収録されている。
- ブロードキャスト・トラックス テレビ朝日編（ユニバーサルミュージック）
田宮時代のオープニングテーマとエンディングテーマ（作曲：山下毅雄）が収録されている。

### パチンコ
- タイムショック
1990年、遊技機メーカー、三共から発売された権利物。
開発コンセプトは、この番組が、モチーフ。
- CRAクイズタイムショック
2009年9月にエース電研から発売された。
大当たり確率が甘めのスペック（1/99.25）で、モチーフは田宮時代。田宮二郎を模したキャラクター「ジロー・タミヤ」を中心に液晶演出が展開される。また矢島正明も、出題やナレーションで参加している。
大当たり時の写真が田宮時代の写真が使用され（オープニングの写真も（第504回目の時の）使用）田宮が「現代は時間との戦いです」のセリフを言う映像も流れている。リーチも「タイムショックリーチ」「オープニングリーチ」等と多彩になっている。リーチ突入時に田宮時代のオープニングキャッチフレーズ「現代は時間との戦いです!」と言う際にストップウオッチを右手に持ちながらの映像が流れば激アツとなる。
タイトルロゴは、初代の並びと同じであるが、書体は『タイムショック21』以降の書体をアレンジしたもので、ロゴの上に横長い丸囲みで「クイズ」、その下に「タイムショック」と書かれたものになっている。

### ゲーム
- LSIクイズタイムショック
1970年代後半にトイボックスから発売。それまで「クイズマシン∞（無限大）」という商品として販売していたものをテレビ朝日のライセンスを受けたうえで再パッケージしたもの。添付の問題集を見ながら進行してゆく関係上、解答のために与えられた時間は1問当たり10秒であり、問題数は1セット10問である。なお、パッケージに「アダルトゲーム」という表記があるが、これは大人でも十分に楽しめるゲームであることを意味する。

### パロディ
- 『突然ガバチョ!』において、「MAKOTOのクイズタイムチョップ」という、ゲスト芸能人に出題するコーナーが放送されていた。出題形式は本家と同じであるが、北野誠が人間時計となって時間をカウントしていた。なお制作の毎日放送はかつての本番組のネット局である。
- 1983年11月26日のフジテレビ『オレたちひょうきん族』の「タケちゃんマン」第93話「タケちゃんマンのクイズ必勝法の巻」でビートたけしがタイムショックのクイズに挑戦するストーリーがあった。結局3問以下の正解で椅子が回るどころか椅子がロケットのように飛んでしまうオチになっていた。司会者役は九十九一。
- さらに1987年頃に放送のフジテレビ『火曜ワイドスペシャル・タケちゃんの思わず笑ってしまいました』で、同番組司会のビートたけし扮する鬼瓦権造が、タイムショックのクイズに挑戦するパロディーコントがあった。これにも本家の矢島が出題ナレーターとして登場している。一回目は鬼瓦がスタッフから手渡されたカンニングペーパーを使ってクイズに解答するが、最初の問題の答えで書かれてあった「カンニング」をペーパーの名前と勘違いしてしまい、以後最後の問題まで本来の問題の答えより1問ずつずれて答えてしまい全問不正解になるというものであった。ちなみに最後の問題で鬼瓦が答えたのは「(答える)順番間違えないでね。」という断り書きだった。二回目は矢島の読み上げが全く途切れず鬼瓦が面食らっていると、一分経った最後に「さて」で1問だけ問題が出てきて、そのまま時間切れで不正解にされた鬼瓦が「いっこ？」とツッコミを入れるというものであった。
- 1991年頃のフジテレビ『ウッチャンナンチャンのやるならやらねば!』の「ふぞろいの林檎たちに愛をこめて・ふぞろいのクイズ番組に愛をこめて」でもタイムショックのクイズに挑戦するストーリーが登場し、内村光良が仲手川良雄と本田修一を2役扮して仲手川が司会者席、本田が回答者席に座ったが本田が全問不正解で椅子が回った。その時の椅子の回転スピードが低速だった。出題は本家の矢島ではなく境鶴丸が担当していた。
- 2000年頃フジテレビの『ポンキッキーズ』で爆チュー問題がコントで、セットのソファーを使用して『タイムショック』をやった事がある。問題は全部で3問。ぴかりは簡単な問題ばかりで全問正解した一方、たなチューに対してはでたらめな問題ばかり出題されたため全問不正解で、ソファーが高速回転した。
- 2006年9月24日にTBS系で放送された『DOORS 2006』において行われたアトラクションの一つ「クイズdeええじゃないか」という、富士急ハイランドの設備の一つ「ええじゃないか」というジェットコースターを借りて実施し、1人ずつ挑戦しタイムショックの要領で1問当たり15秒、全5問クイズに答えるというものだった。
- 陣内智則のコントに、『タイムショッキング』というパロディコントがある。演出は本家に似せているが、陣内が問題に対してツッコミを入れる関係上、クイズ形式は本家と多少異なっている。
- 2015年10月12日にテレビ朝日系列で放送された『しくじり先生 俺みたいになるな!!』3時間スペシャルで、過去に本番組のMCを務めた新山千春が先生として登場し、自分のブログが主婦層に嫌われるポイントを「クイズチハルショック」としてタイムショック形式で出題。時間・正解ランプCGやBGM、トルネードスピンの表示は全部本番組の物を使用した（タイトルロゴは初代の物を改造して使用）。
- 2020年10月10日に同局で放送された「東京 BABY BOYS 9」で、タイムショックとのコラボコントが行われた。サイトウナオキ（ゾフィー）がMC役、菊田竜大（ハナコ）が女装したアシスタントにそれぞれ扮し、上田航平（ゾフィー）、岡部大（ハナコ）、酒井尚（ザ・マミィ）、賀屋壮也（かが屋）がクイズに挑戦した。上田は全問不正解、岡部は1分間全く問題が読まれず失敗、酒井はシステムミスによりMC役の「タイムショック」コールの直後に解答席が回転、賀屋は1問及ばず失敗という結果に終わった。